# Династія Тан
Тан (кит.: 唐), 18 червня 618 — 4 червня 907) — династія й імперія в історії Китаю: наступниця династії Суй; попередниця періоду П'яти династій і десяти держав. Заснована Лі Юанем. Правління династії було перервано на короткий термін заснуванням Другої династії Чжоу (16 жовтня 690 — 3 березня 705 року) імператрицею У Цзетянь.
Столицею імперії Тан став найбільший урбаністичний центр тогочасного світу — місто Чан'ань. Період правління династії Тан — багатий на успішні завойовницькі війни та на бурхливий розвиток економіки й культури. Саме з Танської держави починається «золота доба» в історії Китаю.

## Політична історія

### Заснування
Династія Суй не змогла тривалий час утримувати владу. Причиною цього стала нерозважлива внутрішня та зовнішня політика, яка виснажила ресурси країни. Відповіддю на непомірну експлуатацію стали народні виступи, які масово проходили в районі нинішніх провінцій Шаньдун і Хенань, де здійснював походи зі своїми військами Ян Гуан (кит.: 楊廣). Тут у 610 році спалахнуло народне повстання, яке закінчилось розправою з чиновниками та феодалами і спробами утворити самостійне царство на чолі з Доу Цзяньде. Одночасно проти Ян Гуана виступили представники панівного класу на чолі з Лі Юанем, який у 617 звів на престол Ян Ю (кит.: 楊侑), свою маріонетку, внука Яна Гуана, що втік зі столиці і був убитий одним з претендентів на престол.
18 червня 618 року полководець Лі Юань оголосив себе імператором Гао-цзу. Оскільки він був князем області Тан, то за її назвою нова династія отримала ім'я. Предки Лі Юаня походили з китайської знаті, що займала високі пости в імперії Вей і Північному Чжоу.
Через шлюби вони пов'язувались з знатними табгачськими родами. Вигнавши тюрків, Гао-цзу встановив у країні мир. Своєю столицею він вибрав місто Чан'ань. Державною ідеологією стало конфуціанство, а на буддизм і даосизм були накладені обмеження.

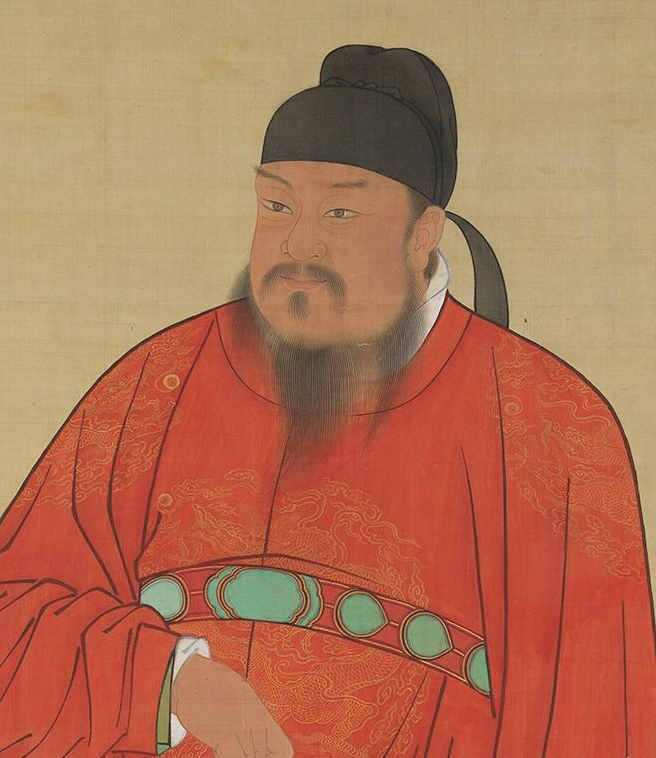
Лі Юань

Лі Юань зумів досягти підтримки різних груп населення, піддавши страті найвпливовіших вельмож суйського режиму, оголосивши у країні амністію політичним противникам в разі покірності, відкривши державні комори, чим припинив голод, і скасувавши жорстокі суйські закони, проте смертна кара за вбивство, грабунок, зраду та бунт залишилась. 
Імператор скасував податкову заборгованість за минулі роки і обмежив терміни державної панщини, звільнив селян, проданих у рабство. Нова влада вела боротьбу з наслідками повеней та сприяла розвитку торгівлі.
«Агітаторами» імператора, крім успішних реформ, стали 16 кінних корпусів ілохе («молодців»), навчених методам кочової війни. Тани, як руйнівники жорстокої суйської династії, дістали підтримку навіть тюркіотів.

### Система рівнопілля
В ході захоплення влади Лі Юань обіцяв амністію повстанцям, та досягнувши цілі, він знищив повстанські центри, а керівника повстання Доу Цзяньде засудив до страти. Це принесло у 628 році повну перемогу. Немаловажну роль у зміцненні авторитету Лі Юаня стало повернення до традиційної системи наділу землі («системи рівнопілля») в 624 році, яка складалась із запустілих полів, що були результатом тривалих війн і міжусобиць початку VII ст. та масової загибелі населення.
Землі, які селяни отримали в користування завдяки наполегливій праці, перетворились на родючі ниви. Відповідно зросли прибутки до державної скарбниці. За едиктом 624 року кожен дорослий працездатний чоловік набував права на садово-городній наділ і орне поле в 80 му. Наділи підлягали щорічному переділу з урахуванням змін у віковому і сімейному складі власників землі.
|  | Імперія Тан порівну дала землю народу та володіла Піднебесною 300 років... (Чо Джун). |

Працездатною вважалася особа, яка досягнула 18-річного віку (при нестачі робочих рук), коли всі пустища були розорані вік зріс до 21 років. Розміри наділів визначали враховуючи якість ґрунту та ступень заселеності даної місцевості. Селяни на садово-городніх наділах вирощували тутові та інші дерева. Наділи, при деяких обмеженнях, переходили у спадкове володіння сім'ї, їх можна було купувати, продавати і закладати, що свідчило про те, що вже існувала система купівлі-продажу і закладу всіх видів земель. Орна ділянка не підлягала продажу та закладанню. На відміну від приватних, державні раби отримували повний або половинний наділ, що фактично перетворювало їх у звичайних селян. Земля у половинному розмірі надавалась також купцям і ремісникам.
Жінки (крім вдів) права на наділ не мали. В умовах надільної системи безпосередні виробники ставали разом з наділами єдиним об'єктом власності держави, які оподатковувались рентою-податком. Над селянами було встановлено посилений контроль, з метою оподаткування. Облік вівся відносно п'яти категорій: від народження до 4 років, від 4 до 16, від 16 до 21 року, від 21 до 60 і після 60. Трудова повинність була скорочена з 30 до 20 днів у році. Якщо селянин працював довше, ніж передбачалося, його звільняли від частини сплати зерном і тканинами. У місцях, де тканини не вироблялися, стягувалося срібло, скотарі платили податок баранами.
Від сплати податків тимчасово звільнялися ті, хто розорював цільники або переходив в малонаселені райони. Фіксація повинностей, безперебійне надходження податків до скарбниці забезпечувалося принципом кругової поруки. Нижчою адміністративною одиницею була сільська община, чиї традиційні органи самоврядування ставали міцними ланками фіскального апарату держави. Разом з тим аналіз реєстрів показує, що казна нерідко йшла на компроміс і громада продовжувала відігравати певну роль у регулюванні землекористуванням селян на основі норм звичаєвого права.

### Філософія правителів
Таким чином, надільна система стала основою міцності держави, ситуація в країні стабілізувалась, але саме царювання Лі Юаня було нетривалим. Імператор мав три сини, спадкоємцем мав стати старший з них, однак, троном хотів заволодіти син Лі Шимінь, який брав активну участь у діях, спрямованих на придушення заколотів всередині країни. Дізнавшись, що брати намагаються налаштувати проти нього батька, Лі Шимінь перейшов до рішучих дій і оголосив про їх незаконні зв'язки з наложницями імператорського гарему. Брати вирушили до палацу, щоб виправдатися перед Гао-цзуном, але біля воріт їх чекав Лі Шимінь зі своїми прихильниками. Лі Шимінь вбив стрілою спадкоємця, а другий брат був убитий його людьми. Імператор, довідавшись про те, що трапилося, поступився своїм троном сину і поїхав доживати свій вік в сільську глушину. Лі Шимінь наказав стратити десятьох дітей своїх братів, щоб позбутися можливих супротивників. Процарював він 23 роки (626—649), це був період розквіту Китаю.

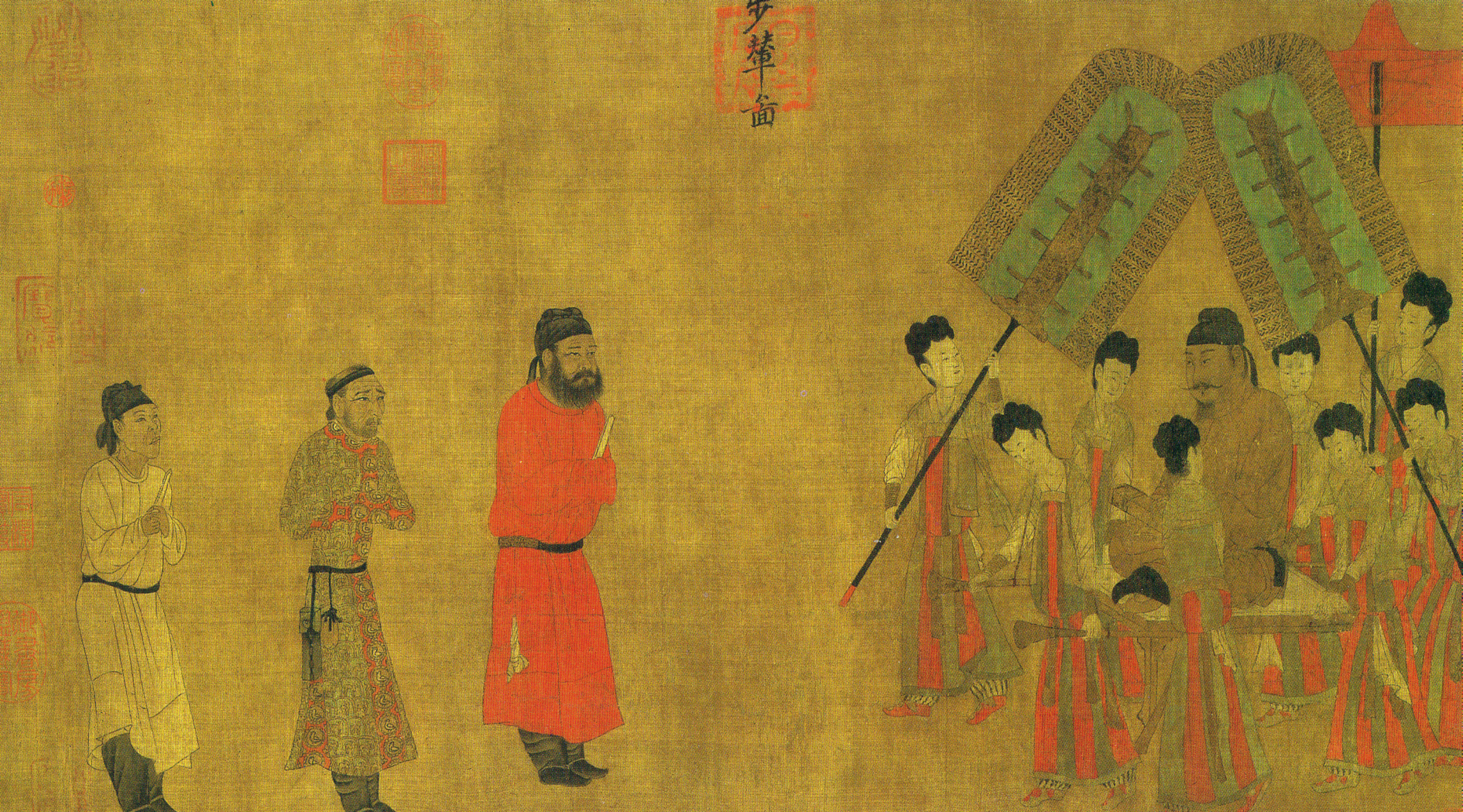
Імператор Тайцзун (626—649 роки) і посол Тибету при його дворі, мініатюра 641 р. н. е. Яна Лібеня (600—673)

Тайцзун — владний та розумний правитель, що володів великим політичним чуттям і тактом, врахував досвід втрачених можливостей своїх Суйських попередників. У своїй діяльності імператор втілював вчення Ван Туна (584—617), який створив в наслідування «Луньюю» «Виклад про середину» (Чжун шо), «про гармонізацію світу (держави) заради блага народу» (цзин цзи), спрямоване на досягнення соціальної гармонії (як продовження космічної) і припинення заколоту і хаосу, що становило реальний шлях до втілення ідеалів предків у сучасних умовах. Лі Шимінь, якого за традицією називають «зразковим правителем», вміло трактував заповіти древніх заради злободенних завдань сучасності, тобто обґрунтування своєї космічної ролі в управлінні суспільством і державою, дотримання принципу золотої середини (тобто ритму і міри) з урахуванням розстановки сил в країні.
З метою дотримання «золотої середини» Лі Шимінь посилив контроль над бюрократією, щоб стабілізувати владу правителя і, в той же час, домагався при дворі більш рівномірного і доцільного представництва найважливіших регіонів, послідовно заохочував приплив нових людей в адміністрацію. Саме в цьому середовищі з'явилися вчені-сановники, «таланти, (які розуміли) цзин цзи» і володіли умінням гармонізувати світ заради блага народу, вважаючи себе відповідальними за стан справ в країні наряду з правителем. Одним з них був Вей Чжен, прозваний сучасниками «Людина-дзеркало» за неупереджені вказівки синові Неба на його промахи і настанови в політиці.

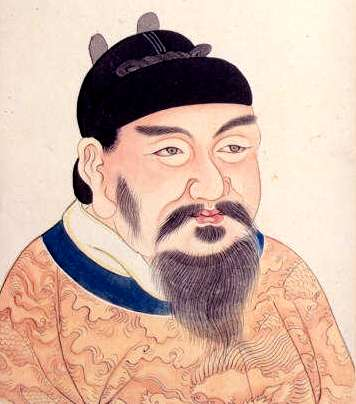
Гао-цзун

### Жінки-правителі
На 50-му році життя імператор Тайцзун раптово захворів невідомою хворобою, що супроводжувалась запамороченням, занепадом сил і порушенням зору і в 649 році помер, залишивши після себе могутню імперію і пам'ять про себе, як про мудрого, чесного і великого правителя.
Трон зайняв 9-й син імператора, який взяв собі ім'я Гао-цзун. Новий імператор, який мав слабкий характер і здоров'я, фактично став маріонеткою в руках своєї дружини У-хоу, колишньої служниці наложниці імператора Тайцзуна. Скориставшись своєю красою та бувши розумною,У-хоу змогла зайняти місце законної дружини Гао-цзуна і жорстоко розправилася з дружиною і улюбленою наложницею імператора: жінкам відрубали руки і ноги і залишили помирати в бочці з-під вина.

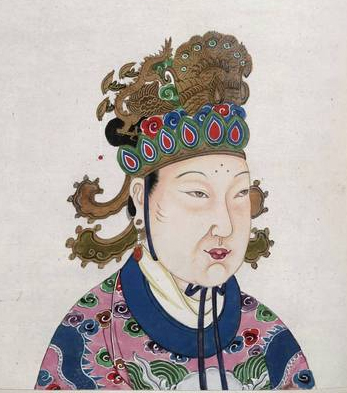
У-хоу

Згодом У-хоу стала одноосібно правити країною, підпорядкувавши собі і імператора, і уряд, жорстоко розправляючись з усіма ворогами. Надзвичайно честолюбна імператриця йшла на все заради влади, в 674 році привласнила собі і своєму чоловікові титули Небесної Імператриці і Небесного Імператора.
Всі її нововведення перелічити важко. За час свого правління поміняла 17 девізів, провела істотну реформу календаря, постійно змінювала назви і структуру різних урядових органів, чим заплутала й без того
складну систему бюрократичного управління танської імперії.
Після смерті чоловіка У-хоу правила країною за спиною сина — імператора-маріонетки. 690 року династія Тан нею була скасована, а її династія дістала назву Чжоу (690 — 705). При цьому У-хоу привласнила собі титул «Син Неба» і носила для впевненості накладну бороду, ставши першою і єдиною жінкою-імператором. Загалом У-хоу перебувала біля керма влади протягом 40 років, поки у віці 82 років її не скинув син Чжун-цзун, який повернувся із заслання.
Ще кілька років управління державою фактично перебувала в руках жінок — розпусної дружини нового імператора Вей і її дочки Ан-ло, яка корупцією сколотила собі цілий статок. 710 року після смерті імператора Чжун-цзуна обидві жінки були вбиті, номінально влада перейшла до Жуй-цзун, а фактично — до його дочки, царівни Тайпін. За роки правління імператриці У-хоу і в наступні роки боротьба за владу у вищих шарах суспільства подовжувалась, почався хаос. 712 року імператором став брат царівни Тай-пін — Лі Лун-цзи. Після того як царівна спробувала його отруїти, а також після невдалої спроби військового перевороту, імператор наказав стратити прихильників царівни прямо перед залом прийомів, а саму Тан-пін змусили вчинити самогубство.
Так влада нарешті опинилася в руках розумного правителя, який взяв собі імператорське ім'я Сюань-цзун. Адміністрація була повністю замінена, нові реформи знову почали відновлювати країну після економічної і військової кризи.

### Занепад
У VIII столітті виявилася глибока криза імперії Тан. Селяни, задавлені податками, поборами, всякого роду державними повинностями, зубожіли і змушені були вести жалюгідний спосіб життя. Часті епідемії на ґрунті голоду забирали сотні тисяч селянських життів. Самі селянські наділи зменшувалися, тому що систематично захоплювалися заможнішими хліборобами, чиновниками, лихварями. Зменшення кількості державних селян несприятливо відбивалося на доходах імператорської скарбниці.
У той же час процес феодалізації посилював місцеву знать і породжував відцентрове прагнення в імператорських губернаторів і генералів. Поворотним пунктом в історії Танської династії стало повстання головнокомандувача Ан Лу-Шаня. 785 року він виступив проти імператора з 120-тисячним військом. 786 року Ан Лу-Шаню вдалося захопити імператорську столицю Чан'ань. Імператор втік і лише в наступному році придушив повстання за допомогою найнятих варварів. Слідом за виступом Ан Лу-Шаня відбувалися повстання губернаторів у Південному Китаї, які вимагали від імператора також великих зусиль для придушення.

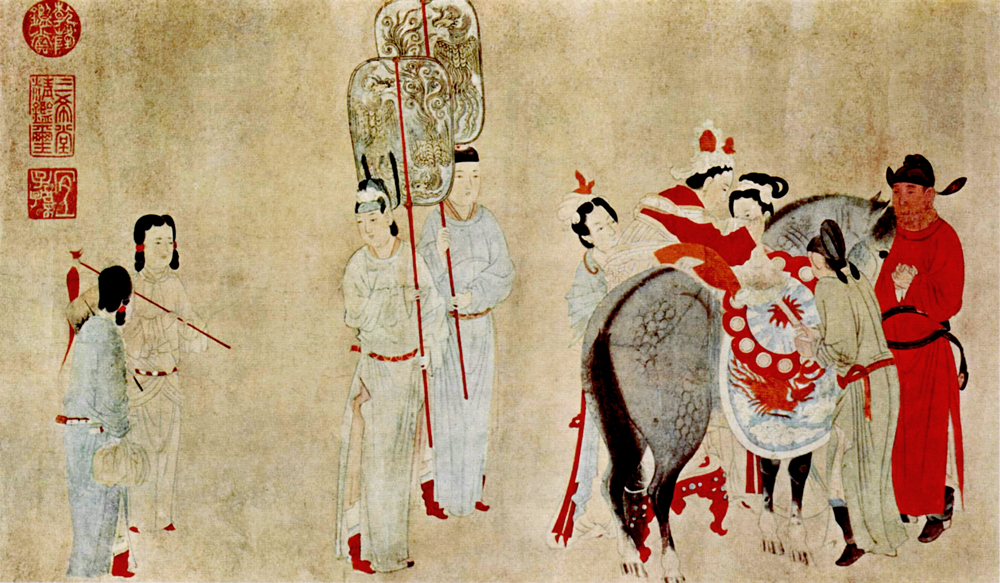
Селяни Китаю напередодні повстання

Тяжке становище селян привело в другій половині IX століття до найбільшого селянського повстання 874—883 років. На чолі повстання став солдат імператорської гвардії, колишній дрібний торговець сіллю Хуан Чао.
|  | Хуан Чао… походив із родини, яка розбагатіла на торгівлі сіллю. Він чудово володів мечем, стріляв на скаку з лука, трохи вмів читати й писати, був красномовним |

Китайське селянське повстання 874—883 років відбувалося майже одночасно з повстанням зинджів у Багдадському халіфаті і було тривалим, масовим, енергійним, добре організованим, що дозволило йому досягти на певний час великих успіхів. Повстання почалося в північних провінціях Шаньдун і Хебей (кит.: 河北). Потім воно проникло в Центральний Китай в провінцію Хенань. Уже в 874—875 роках у Хуан Чао було близько 100 000 озброєних селян. 879 року Хуан Чао здійснив похід на Південний Китай, де взяв багатий порт Кантон. Повстанці захопили всі товари численних іноземних купців, але спекотний клімат півдня спричинив серед солдатів Хуан Чао сильну епідемію. Хуан Чао відступив на північ за річку Янцзи. Попри наслідки епідемії, його військо продовжувало збільшуватися і налічувало до 880 року вже 250—300 тисяч. 881 року Хуан Чао взяв Чан'ань і проголосив себе імператором під ім'ям Да Ци.
|  | …Хуан Чао… незаконно проголосив себе «великим полководцем усієї країни»… Хуан Чао їхав у колісниці із жовтого золота, охорона була в розкішних халатах і барвистих шапках. Його найближче оточення їхало слідом у мідних колісницях у супроводі вершників. Загалом у столицю ввійшло кілька сотень тисяч людей… За кілька днів почався великий грабунок. Людей зв’язували, били батогами і захоплювали їхнє майно. Це називалося «очищенням предметів». Багатіїв роззували та проганяли босоніж. Усіх затриманих чиновників убивали, підпалювали будинки, якщо не могли там нічого найти, а всіх шляхетних людей знищували. Хуан Чао… проголосив себе… імператором. |

Свою соціальну програму селянський імператор висловив устами свого головного міністра, який заявив, що мрією Так Ци є благодіяння для простого народу. В Чан'ані Хуан Чао пробув два з половиною роки. 883 року імператор Танської династії повернувся до столиці за допомогою варварських орд — уйгурів, тангутів та інших північно-західних кочівників. Степові варвари безжально винищували китайських селян. В народі ці криваві хижаки дістали назву «чорних воронів». Сам Хуан Чао, змушений тікати з Чан'ань, загинув в наступному році в провінції Хенань від руки одного зі своїх наближених.
В результаті селянської війни 874—883 років загинуло багато феодалів і великих чиновників. Кількість державних селян внаслідок цього знову збільшилася. Кінець династії Тан був зумовлений потужним селянським рухом. Імператори цієї династії правили ще деякий час після придушення повстання. Але їхня влада вже не поширювалася на весь Китай. На півночі на початку Х століття склалася велика варварська держава союзу племен, що захопила Маньчжурію, частину Монголії і частину Північного Китаю. Столицею нової держави стало місто Янцзін, згодом знаний як Пекін або Бейпін.
У 907 році час правління Танської династії закінчився. Китай увійшов у період цілковитої роздробленості. 960 року відбулося об'єднання Китаю під владою династії Сун, засновником її був Чжао-Куань-Інь, один з північних китайських воєначальників.

## Адміністративний поділ
Імперія була розділена на 10 провінцій, але провінційних органів влади ще не було. Вищою ланкою місцевої влади було Управління округом (чжоу), очолюване начальником округу (циши). Округа поділялися на 3 розряди відповідно до кількості населення. Всього в імперії Тан спочатку було 358 округів. Нижче стояли повітові правління. Повітів налічувалося від 1551 до 1573, і вони також поділялися на 3 розряди. Нижче повітових центрів стояли сільські організації, очолювані старостами.
Нижчою одиницею у селі були об'єднання чотирьох або п'яти дворів, які відповідно входили в більші общинно-адміністративні сільські організації. На місцях управління здійснювалося відповідно до системи адміністративного поділу імперії.

## Державний устрій
Система державного устрою і бюрократичний апарат сформувались традиційно і носили сімейний характер.
Зазвичай правитель вважався представником вищих небесних сил і провідником їх волі, був Сином у спілкуванні з Небом та турботливим батьком для улюблених старших синів — чиновників і інших підданих — нерозумних молодших дітей. Від імператора було потрібно, щоб він вступав в контакт з великими предками і дбав про народ. Маючи таку владу і необмежені права, імператор керував країною, спираючись на розгалужений бюрократичний апарат, на основі традицій і законів. Управляти імперією сину Неба допомагали два радника — цзайсяни, які були представниками імператорського дому або впливовими сановниками. Відповідальність цзайсяна була дуже велика.
Органи управління країною становили три палати: Кабінет міністрів, Рада Двору, Державна Канцелярія, які набули в танський час завершеного вигляду. Кабінет міністрів мав функції органу виконавчої влади, а дві інші палати готували і публікували укази імператора.

### Імператор
Особу імператора, імператорські палати, гарем, скарбницю підтримували спеціальні управління з обслуговування. Очима і вухами правителя була палата інспекторів та цензорату, які разом з трьома палатами сприяли реалізації влади сина Неба, забезпечуючи безперервність потоку інформації в усіх ланках державного апарату, знизу вгору до правителя і навпаки. Вони також здійснювали контроль над бюрократичним апаратом як у столиці, так і в провінції, подаючи звіти безпосередньо синові Неба, обходячи проміжні інстанції. Це слугувало єдиноначальності влади і запобіганню будь-яким небажаним тенденціям в країні.

### Укази
Укази правителя складалися на основі інформації, що надходила в доповідях з місць, доповіді ж прямували для первинного розгляду до Кабінету міністрів, що виконував дорадчу функцію. Далі повідомлення, викладені в доповідях, перевірялися в Раді Двору і лише потім, після тривалої дискусії, Державна канцелярія накладала свою остаточну резолюцію. Якщо думки Ради Двору і Державної канцелярії розходилися, у справу особисто втручався сам імператор. Цикл підготування указу і його шліфування зупинявся на Кабінеті міністрів, куди він вже в остаточній редакції знову надходив для виконання.

### Уряд
Виконавчі функції Кабінет міністрів здійснював через шість традиційних відомств. Головним із них було Відомство ритуалу (Лі бу), яке охоплювало всі сторони життя середньовічного суспільства: дотримання обрядів, моральність підданих та їх освіта, релігійні організації. Прийом посольств та укладення дипломатичних відносин входити також до Відомства ритуалу, як і нагляд над іншими п'ятьма відомствами.
Відомство чинів (Чи бу) контролювало призначення, своєчасне переміщення за посадою, нагородження та звільнення чиновників. Облік податків і наділів здійснювався Фінансовим відомством (Ху бу), військовими чинами, військами, охороною кордонів, військовими поселеннями на околицях імперії відало Військове відомство (Бін бу). Суди, в'язниці, судочинство підпорядковувались Відомству покарань (Син бу). Відомство громадських робіт (Гун бу) визначало рівень трудових повинностей, робіт з будівництва, влаштовувало дороги, перевезення, забезпечувало функціонування іригаційної системи.
Принципи їх організації та діяльності були кодифіковані в складеному в першій половині VIII в. зводі «Тан лю дянь» («законоустановлення Шести Відомств династії Тан»). У столиці, Чан'ань, була також Палата цензорів (Юйшитай), уповноважена перевіряти роботу чиновників у всіх центральних і місцевих установах, крім Імператорського секретаріату і канцелярії.

Китайський імператор

### Управління на місцях
На місцях облік населення вели старости і громадські органи самоврядування, спостерігаючи за обробітком полів і шовківництвом, виконанням трудової повинності, своєчасною сплатою податків, забезпеченням кругової поруки, відповідали за порядок і спокій в селі, відправлення релігійних церемоній. Вони стежили, щоб в окрузі не було розбійників і контрабандистів.

### Податкова політика

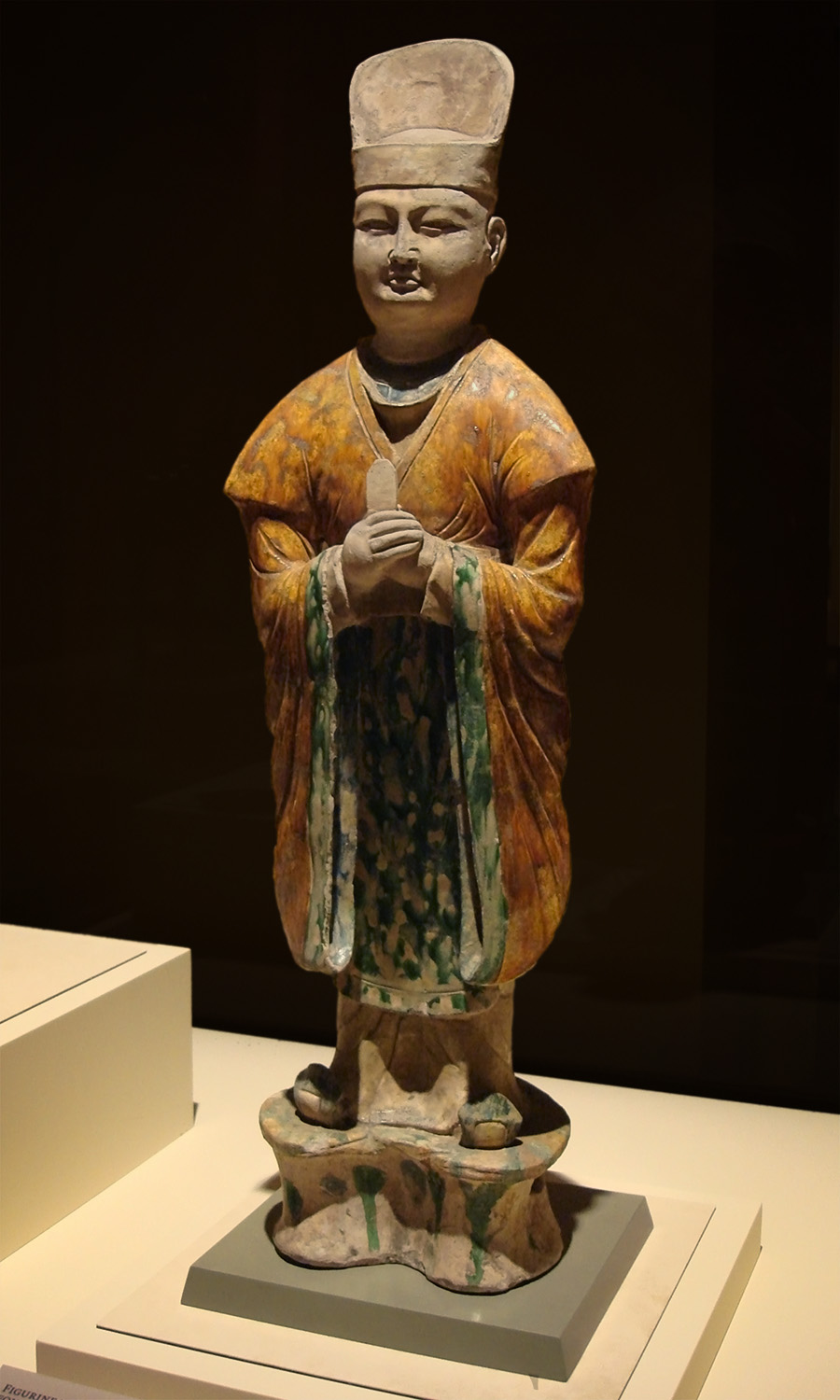
Чиновник, який готується представити доповідь начальству

Якщо державі потрібні були додаткові кошти, то слід було, перш за все, доповісти імператору, а потім приступати до стягування податків. Суму податків, яку потрібно було зібрати, слід було написати на воротах повітового міста, а також в селах для того, щоб вона стала всім відомою.
Якщо в результаті повені, посухи, нашестя сарани урожай зменшився на чотири десятих, то звільняли від зернового податку — цзу. Тих, у кого зовсім загинули тутові дерева і коноплі, звільняли від податі тканинами — дяо. У кого врожай зменшився на шість десятих, їх звільняли і від зернової податі — цзу і від податі тканинами — дяо. Хто ж зібрав зі свого поля урожай нижче звичайного на сім десятих, звільнявся від усіх податків.
Всі двори новоселів звільнялися навесні в третій місяць від відробіткової повинності, влітку на шостий місяць вони звільнялися від податку, восени в дев'ятий місяць звільнялися як від податку, так і від повинностей. Про людей, які переселялися в великі волості (куан сян), повітові начальники повинні були доповідати в область, а якщо хто-небудь пересувався за межі повіту, то доповідати слід було відомству фінансів — ху бу. Чиновники повинні були подати звіт після закінчення місяця.
Заборонялося переселятися зі столичного округу за його межі, а також з повітів столичного підпорядкування в інші повіти.
Всіх окраїнних варварів, які підкорилися імперії, селили у великих волостях (куан сян) і звільняли їх від податків на 10 років. Рабів, які отримали свободу, звільняли від податків на 3 роки. Варварів, які втекли за кордон і повернулися через рік, звільняли від податків на 3 роки. А тих, хто повернувся через 2 роки, звільняли від податків на 4 роки, а хто повернувся через 3 роки — на 5 років.
У 744 році в податкові закони були внесені зміни: людина з народу (мінь) старший 18 років вже вважався «Чжуннань» (чоловіком середнього віку), а старший 23 років — «ченьдін» (повнолітнім тягловим).
У 746 році було видано указ, згідно з яким у кожній волості від земельного податку — цзу і відпрацювань — юн звільнялися 30 тяглових — дин, які були такі бідні, що нездатні були самі себе прогодувати. Чоловіки старші 75 років і жінки старші 70 років могли тримати при собі одного Чжуннань (чоловіка середнього віку) як прислугу. А після 80 років про них видавалося особливе розпорядження.
У 766 році вийшов указ імператора, у якому йшлося про те, що коли бродячий народ повертався, його слід звільняти від податків терміном на 2 роки. Якщо ж їх поля і садиби не збереглися, їм слід нарізати землю, яка належала збіглим.
Щорічний прибуток Піднебесної становив від земельного податку — цзу більше 2 млн зв'язок монет, понад 19800 тис. ху проса. За трудову повинність — юн і податок тканинами отримували 7400 тис. шматків шовкового полотна, понад 1800 тис. туней вати і 10350 шматків полотна. Це дозволяло імператорам жити в розкоші, а їхні витрати часто перебільшували прибутки.
Це були часи процвітання Китаю. 1 доу рису коштував 13 монет, а в областях Цін і Ці 1 доу рису коштував лише 3 монети. 1 шматок шовкової тканини коштував 200 монет. Уздовж доріг часто-густо були відкриті лавки, в яких для подорожніх були приготовлені їжа і вино. На заїжджих дворах тримали мулів. Вирушаючи в подорож за тисячі чи, не потрібно було брати з собою навіть малої зброї.
Коли ж скарбниця пустіла і виникала особлива потреба уряду в засобах, то податки стягувались в пору, коли осінь ще не настала і хліба були ще зелені. Це називалося «цин мяо цянь» — грошовий податок з зелених пагонів. Крім того, існував і «ді тоу цянь» — грошовий податок з землі. З кожного му стягували по 20 монет. Все це іменувалося «цин мяо цянь» — гроші з зелених пагонів.
У 713—741 роках списки податного населення в Піднебесній довгий час не переглядались. Таким чином, реєстри не відповідали дійсному стану. Кошти витрачались без будь-якого обмеження, а у зв'язку з заколотом феодалів і початком воєн фінанси ще більш виснажилися. В результаті всього цього система «цзу, дяо» порушувалася.
У 780 році імператорським едиктом був узаконений проєкт реформ, укладений видатним державним діячем Ян Янем. Була встановлена нова система оподаткування, відповідно до якої колишні земельний податок, промислові податки й інші повинності замінялися єдиним податком з майна, що стягувався двічі на рік. Податок обчислювався з усього майна, рухомого і нерухомого, включаючи землю. Ним обкладалися землевласники (в тому числі селяни), купці і ремісники. Реформи Ян Яня знаменували собою остаточний крах «зрівняльної» надільної системи землекористування.

### Іспити
На початку періоду Тан існувало вже 8 різних за значущістю екзаменаційних ступенів, що давали право обіймати чиновницькі посади при імператорському дворі. В кінці VII століття подібні випробування були введені для тих, хто претендував не лише на цивільний чин, а й на військову посаду. Кандидати писали письмові твори на задані теми, де повинні були розкрити свої знання класичної історико-філософської літературної спадщини, показати знання канонізованих творів.
Іспити проводилися в спеціально обладнаному приміщенні, що унеможливлювало контакти із зовнішнім світом, заборонялось вживати їжу, крім чаю, який стимулював розумову діяльність. Посібниками та шпаргалками не можна було користуватися під страхом покарання та виключення з лав чиновництва назавжди. Здобуття «наукового» ступеня давало можливість бути призначеним на службовий пост.
Теоретично до іспитів могли допускатися всі, хто не належав до «підлого люду». Проте існували соціальні умови і неформальна станова ієрархія звужала коло кандидатів на службову кар'єру до вихідців із заможних, і впливових кланів.
Випробування проводили голови адміністрації, причому столичні іспити на вищий ступінь «цзіньши» влаштовувалися при імператорському дворі. Екзаменаційна система забезпечувала високий рівень конфуціанської освіченості кандидатів у чиновники та високу якість імперської адміністрації. Крім того, екзаменаційна система служила методом перевірки благонадійності кандидатів у чиновники, впливу на освічену частину суспільства та безпеку чиновницького апарату влади, який регулярно постачався новими кадрами аж до повітового рівня.

## Право
В епоху Тан була кодифікована традиційна правова норма, яка базувалась на чотирьох типах уставів: люй, лін, ге і ши. Ліни встановлювали розпорядок і співвідношення серед старших і молодших, знатних і низьких, а також державну структуру. Ге встановлювали постійну практику, здійснювану всіма посадовими особами на їх посадах. Ши (фа кит.: 法), були законами для посадових осіб. У всіх справах державне управління повинно було слідувати цим трьом типам законів (ці сань Чже кит.: 此 三者). Якщо ж ці закони порушувались, якщо люди схилялися до зла і доходили до злочинів, то вступали і дію заходи на підставі люй
Отже, люй, лін, ге і ши — це конкретні законодавчі встановлення чотирьох різних типів, покликані упорядковувати чотири сфери людської і державно-адміністративної активності.
Знаменитий люй («Тан Люй шу і») — «Кримінальні встановлення Тан з роз'ясненнями», або, в просторіччі, Танський кодекс, був опублікований у 737 році після довгої та кропіткої роботи. Це був, як видно вже з самої назви, кримінальний кодекс танського уряду, тобто збірник законів, що повинен був лякати потенційних злочинців страхом невідворотного і заздалегідь відомого покарання і з допомогою якого чиновники різних рангів повинні були знати міру покарання за державні злочини.
Світоглядною основою «Тан Люй шу і» стало конфуціанство, яке надавало юридичну компетенцію лише імператору. Головним принципом державного правління стала детально розроблена регламентація всіх сторін життя, сувора соціальна ієрархія і адміністративна субординація із жорстким покаранням за найменші порушення порядку при дворі і проступки проти сина Неба. Кодекс ототожнював етичні норми в державі з сімейною етикою. Найтяжчим злочином було батьковбивство, що свідчило про відображення конфуціанської моралі. У зводі кримінальних законів регламентувались відносини між родичами, господарями і рабами. Більшість статей кодексу, які досягли завершеної повноти і відточеності, було присвячено привілеям та обов'язкам «улюблених синів» сина Неба і водночас «пастирів народу» — чиновників.
Особистий ранг визначав посаду і реальний правовий статус чиновника, відповідно до яких він користувався привілеями. В разі порушень, вони могли уникнути фізичних покарань шляхом зниження їх рангу, посади або титулу, що означало небажану для конфуціанців «втрату лиця» і було нестерпним приниженням для винного, вони перебували під постійним контролем. Здійснені ними навіть незначні проступки, наприклад порушення нормативних строків обробки документів правителя, каралися дуже суворо. Родичі чиновників користувались також привілеями.
Кодекс в цілому охороняв інтереси держави. Ступінь покарання зазвичай мала ситуаційний характер, тобто залежала від статусу винного і жертви, що спричинило традиційну систему «п'яти видів покарань». Усі види вини стосувалися тілесних покарань чи каторжних робіт; штрафи і навіть перебування в тюрмі покараннями в давньому Китаї не вважалися:
| 1. Биття легкими бамбуковими палицями з кількістю ударів від 10 до 50. 2. Биття важкими бамбуковими палицями з кількістю ударів від 50 до 100. 3. Каторжні роботи на термін від 1 до 3 років (цей вид покарання також мав п'ять ступенів градації). 4. Пожиттєве заслання до місць, що віддалені від батьківщини злочинця на 2-3 тисячі лі. Така висилка часто означала службу в прикордонному війську. 5. Смертна кара: головним чином через задушення шовковим шнуром та відрубуванням голови (іноді супроводжувалася розчленуванням тіла). |

В кодексі прослідковується соціальна нерівність. Так, господаря за вбивство раба, який провинився, карали сотнею ударів великої палиці, а ненавмисне вбивство пана рабом або слугами каралося стратою.

## Армія

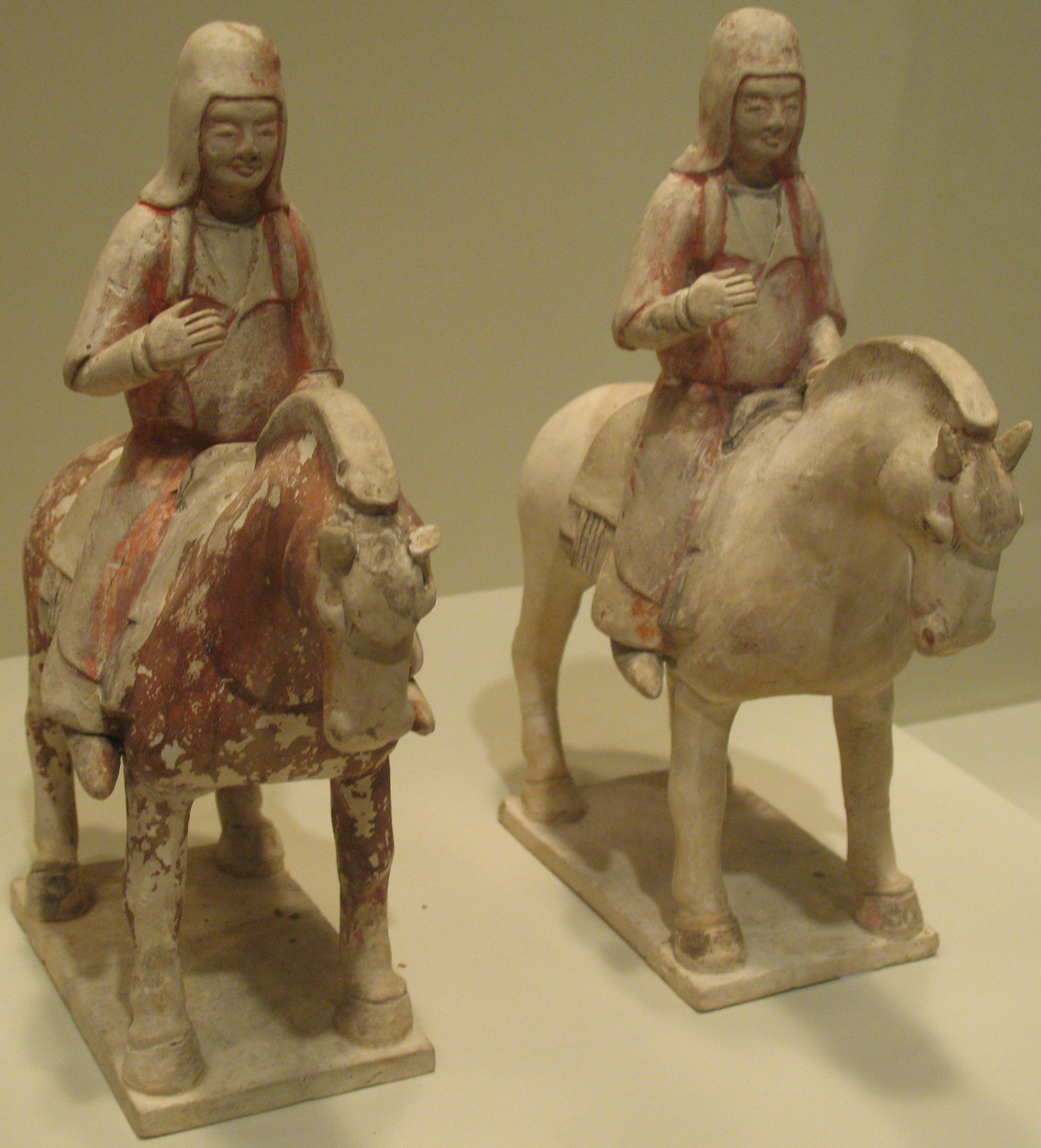
Китайські вершники

В імперії Тан була створена досить організована для свого часу військова система, що отримала найменування фу бін («система військових округів») і була запозичена у імперії табгачів. Не порушуючи звичайного адміністративного поділу, в країні засновувалися своєрідні військові округи. Вони могли бути трьох розрядів: вищі, які постачали до 1200 солдатів, середні — 1000 і нижчі — 800 солдатів. Кількість військових округів в імперії Тан коливалася від 600 до 800, що означало практично постійну готовність армії в 400—800 тис. осіб.
Переваги такої організації полягали в тому, що вона не вимагала від держави помітних витрат на утримання армії, бо в мирний час рекрути займалися землеробством, а під час походів повинні були забезпечувати себе своїми засобами, не дозволяла посилитися вищій військовій верхівці, яка в мирний час не мала військ в своєму розпорядженні, робила армію також і зручним засобом придушення заворушень на місцях, нарешті, ця військова організація добре вписувалася в надільну систему землекористування. Серед привілеїв існувало положення про сільськогосподарські землі і житла для сімей, що супроводжували солдатів на кордоні. У разі потреби влада вдавалася до послуг кінноти кочівників.
Кожен танський воїн володів мистецтвом бою, фехтування та верхової їзди. До 742 року армії Тан зросла до 500000 осіб. Армійські підрозділи несли службу як у столиці, так і в провінції. Імператорський палац і столицю охороняли гвардійці. Військо забезпечувало імперії успіх у великих завойовницьких походах.

## Зовнішня політика
Китайський уряд намагався використати обмін посольствами для підтримки свого авторитету як на міжнародній арені, так і всередині країни. Основи дипломатії, вироблені ще в давнину, в VII—IX столітті почали складатися в струнку систему. Суттю її було визнання Китаю панівною у світі державою, якій в особі імператора повинні підкорятися всі зарубіжні країни. Приїжджі в Китай були зобов'язані виявляти покірність, а привезені дари розглядалися як данина. Склався особливий церемоніал прийому послів, покликаний символізувати сюзеренітет Китаю. Володарі країн, які надіслали посольства, оголошувалися васалами імператора. На знак особливої милості їм передавали ритуальні регалії влади, подарунки, китайський одяг.
Такий чисто номінальний сюзеренітет визнавався лише китайцями. Інші держави зазвичай розглядали свої відносини з імперією як рівноправні. Проте в деяких випадках мав місце реальний васалітет як певна форма залежності, обумовлена тиском і військовою загрозою з боку Китаю. Так, цілком реальною була залежність від Китаю вождів деяких тюркських та інших племен після розгрому каганату, тимчасовий васалітет держав Сілла і Наньчжао в момент їх ослаблення.

### Військові сутички
На відміну від попередників правителі династії Тан змінили свою політику щодо Тюркського каганату. Якщо засновник династії навіть платив їм данину, то вже в 628—630 роках при Лі Шиміні був здійснений похід проти тюрків. За ним пішла ціла серія загарбницьких походів по Великому шовковому шляху. У 640 році танські війська знищили державу Гаочан, розташовану в Турфанській низовині. Потім вони вели багаторічну війну проти уйгур. У 657 році з їх допомогою, а в 679 році в союзі з Східним каганатом танські володарі завдали остаточного удару Західному каганату.
Китайські гарнізони розміщувалися по всьому стародавньому Великому шовковому шляху аж до Урумчі. Разом з караванами з держав Середньої Азії до Китаю і з танської столиці на захід йшли посли, мандрівники, паломники. У 648 році до Китаю прибула посольська місія від киргизів. Просуванню китайців на захід сприяв розпад держави Сасанідів. Як відомо, останній сасанідський цар Єздигерд III навіть просив заступництва у Китаю.
На початку VII століття китайські війська розгромили плем'я тогонців, близьких сяньбійцям (в пров. Цінхай), включивши їх землі до складу Танської імперії. У 634 році в Чан'ань прибули посли з Тибету. Через кілька років, в 647 році, між Китаєм і Тибетом було укладено мир, скріплений шлюбом Сроцзангамбо з китайською принцесою Вень Чен. У Лхасі оселилися китайські чиновники, військові, купці. Часті військові зіткнення відбувалися на південному заході з новоутвореною в Юньнані державою Наньчжао. Ці війни, як правило, закінчувалися поразкою Китаю. Загарбницька політика танського Китаю поширювалася і на південь. У 602—603 роках китайські війська вторглися в північну частину сучасного В'єтнаму, а потім попрямували до держави Тямпа, звідки незабаром вони були витіснені. У Північному В'єтнамі в 679 роках танські правителі заснували намісництво Аньнань (Умиротворений Південь). З Камбоджею, острівною частиною імперії Шривіджая і Читу (на півдні Малакки) Китай підтримував посольські відносини.

### Вторгнення в Корею
За Лі Шиміня тривало завоювання Кореї. 645 року танські війська наблизилися до Пхеньяну, але через опір містян змушені були відступити.
Походи на Когурьо у 649, 650, 651 роках знову не принесли очікуваного успіху. З метою виправити становище, сюди із Заходу направили полководця Су Дінфана, який провів операцію, що не мала аналогів у попередній китайській історії. Су Дінфан у 660 році через Жовте море переправив на кораблях 135-тисячне військо, висадивши його навпроти Пекче, а коли на допомогу Танам прийшла 50-тисячна сілланська армія Кім Юсіна, Пекче перестало існувати. Японія намагалася виправити ситуацію та її флот з 32-тисячним десантом був не в змозі воювати з міцним Китаєм. Цілковитої поразки японці зазнали у 662 році на річці Пеккан, де на дно лягло майже 400 японських кораблів. 668 року тансько-сілланська армія, якою командував Лі Шицзі та Кім Юсіна остаточно завоювали Когурьо, ослаблене внутрішніми міжусобицями. Території Когурьо і Пекче були перетворені у військові губернаторства і приєднані до Китаю.
Пізніше боротьба корейців проти поневолювачів привела до об'єднання Кореї на чолі з державою Сілла. Китайцям довелося відступити. Таку ж традиційну політику розпалювання ворожнечі між племенами китайська влада вели щодо киданів і мохе. Коли ж у 698 році було проголошено нову державу Бохай, дипломати Серединної імперії марно намагалися використовувати її проти корейців. У 705 і 713 роках між Бохаєм і Танською імперією зав'язалися торговельні відносини.

### Зв'язки з Японією
З початку VII столітті Китай встановив перші офіційні зв'язки з Японією, звідки в 607 році прибули посли для переговорів. Могутній китайський флот здійснив експедицію на острови Тайвань і Рюкю. Пізніше з острів'янами підтримувалися дипломатичні відносини, які не припинялись до 894 року. Японські імператори навіть заснували свою армію на основі китайської моделі, перейняли китайські церемонії, побудували свої палаци на зразок китайської архітектури. До Японії прийшли китайські буддійські монахи, щоб сприяти подальшому поширенню буддизму.

### Зв'язки з Індією
Початок офіційних відносин між Китаєм і Індією також припадає на VII століття. У 641 році в Чан'ань прибули посли з держави на півночі Індії — Харши, але з розпадом цієї держави посольський обмін був перерваний. Коли китайські посли Ван Сю-аньце і Цзян Шижень в 645 році попрямували до Індії з Лхаси, на них було вчинено напад. Ван Сюаньце вдалося втекти в Тибет, звідки він здійснив переможний похід в долину Гангу. У VII—VIII столітті посольства до Китаю приходили з Кашміру, Маґадги, Гандхари, з князівств Південної Індії та Цейлону.

## Економіка

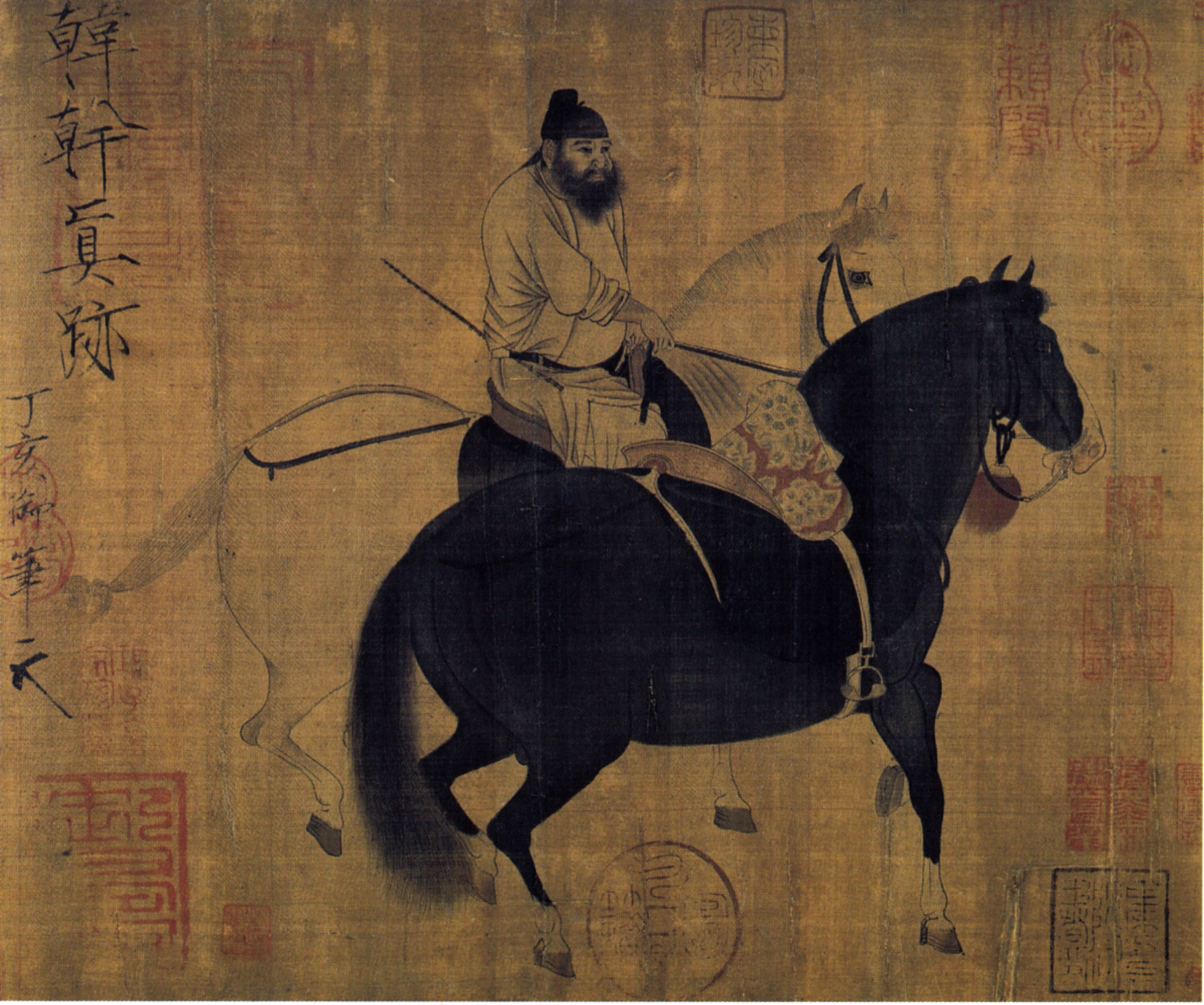
Пастух, Хан Ган (706—783), придворний художник при Сюань-цзуні

### Сільське господарство
Державна надільна система, плановість господарства забезпечили економічне піднесення. Центр держави з басейну Хуанхе поступово перемістився в басейн Янцзи, де населення швидко зростало завдяки успіхам у вирощуванні рису та грядковій системі землеробства. Поліпшувалися методи обробки та удобрення землі. Селяни успішно застосовували вдосконалену сільськогосподарську техніку: користувалися одинадцятьма типами плугів, а також поливним колесом із глечиками, який приводила до руху робоча худоба. Це були своєрідні технічні пристосування при зрошенні землі. Все це давало можливість вирощувати до 900 кг зерна на людину на рік. Рисівництво, розвинене на півдні, просувалося і на північ. Почалося виготовлення тростинного цукру, почали розводити шовкопрядів. З VIII століття вирощується чай. Повсюдно працювали водяні млини.

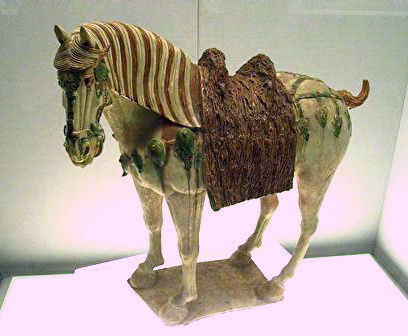
Керамічна фігура коня. Китай, імперія Тан, VII ст.

### Ремісництво
Великою художньою цінністю є вироби китайських ремісників, які свою професію передавали з покоління в покоління.
Ремісники освоїли виробництво паперу, винайденого ще в давнину, але яке не отримало широкого розповсюдження.
Виготовлялися цінні сорти шовкових тканин, кількість кольорів у одній тканині доходила до 20. Шовківництво з давніх часів вважалося особливим ритуалом, придворні дами були відповідальні за проведення щорічної церемонії збору тутового листя і виготовлення шовку. В цей час розвивається виробництво металевих виробів, з винаходом книгодрукування стало розвиватися поліграфічне виробництво. Китайське суднобудування досягло високого ступеня розвитку. Був винайдений порох. Відбувалися зміни і у військовій техніці, викликані поліпшенням технології виробництва. Підвищилася якість броні, не тільки для воїнів, але і для коней. Бурхливо розвивалася баштова архітектура. З'явилися перші вироби з порцеляни.

Упродовж тривалого часу за межами Китаю не знали, як вона виготовляється — це було секретом і гордістю Танської імперії.
Створення художніх виробів з порцеляни — це складний процес. У майстернях існував поділ праці. Цілі роки потрібно було для виготовлення порцелянової маси з глини, каоліну, польового шпату і кварцу за температури від 800 до 1400 градусів. Десятки робітників працювали над створенням форм посудини.
Вироби з порцеляни відрізнялися надзвичайною білизною і тонкістю. Саме така біла порцеляна вперше заслужила особливу увагу європейських торговців і вважається справжньою порцеляною. Китайські майстри навіть казали, що порцеляновий посуд повинен бути 
|  | «блискучим, як дзеркало, тонким, як папір, дзвінким, як гонг, гладким і сяючим, як озеро в сонячний день». |

Вишукані порцелянові вироби витіснили вироби з золота, срібла і нефриту, що використовувався при дворі імператорів і вельмож. Досконалі порцелянові предмети цінувалися настільки високо, що знамениті поети присвячували їм вірші.
Особливою майстерністю відзначалися вироби зі слонової кістки, глини, дерева, бронзи, каменю (гірського кришталю, нефритів), з черепашачого панцира, кокосового горіха. Цінувалися золоті та срібні ювелірно оздоблені чаші й глеки, тонкі й прозорі нефритові посудини, поліровані ртуттю бронзові й срібні дзеркала.
Світову славу здобули китайські чаші, вази й інші вироби ремісників. Матеріалом часто слугував камінь.
Поширилися вироби з перегородчатої емалі, запозиченої через посередництво арабів із Візантії.
Уже у VII столітті ремісники вміли будувати 20-тонні судна з дев'ятьма відсіками.

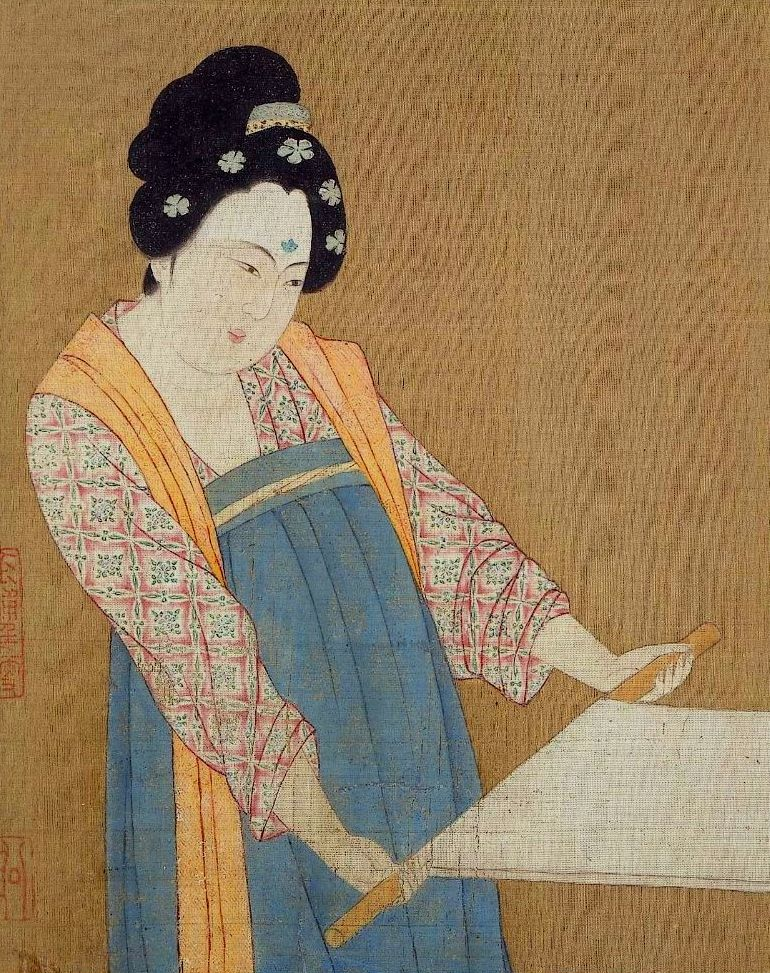
Чжан Сюань. Виробництво шовку

### Внутрішня торгівля
Розвитку торгівлі сприяло утворення в кінці VI століття єдиної імперії, що охоплювала величезні простори, які відрізнялись за структурою і рівнем економічного розвитку. Упорядковувалися торгові шляхи, обростаючи складами, заїжджими дворами. Широко використовувалися перевезення товарів по воді, зокрема по відреставрованому і вдосконаленому на початку VII століття Великому каналу (Янцзи). Для заохочення внутрішньої торгівлі були скасовані застави на дорогах. Про розвиток торгівлі в країні свідчила велика кількість майстерень, гірських і соляних копалень, які належали багатим торговцям. Оптова торгівля поєднувалася з дрібною, лавочною. З'явилися торгові компанії і доми (дідянь), які здійснювали скупку та перевезення товарів.
Розвитку торгівлі сприяло введення в кінці VI ст. еталонів мір і ваги і випуск однакової, встановленої ваги монети з міді з невеликими додаваннями олова та свинцю. У 621 році почали відливати нову уніфіковану мідну монету.
У Піднебесній налічувалося 99 печей для відливання, в тому числі: 30 — у області Цзянчжоу; по 10 — в областях Ян, Жунь, Сюань, і Вей; по 5 — в областях І і Чень, 3 — в області Ян і 1 — в Дінчжоу. Кожна піч щорічно виготовляла 3300 монет. У печі працювало 30 чоловік майстрів і тяглових селян (і дин). Всього витрачали за рік міді 21200 цзінь, ла [сплав олова зі свинцем] 3700 цзінь і олова 500 цзінь. Щороку в Піднебесній виливали 327 тис. монет.
Але потреба в засобах обігу і платежу не була повністю задоволена. До VIII—IX століття належить поява так званих летючих грошей (фец, цянь) — своєрідних векселів, або кредитних чеків, які давали можливість здавати гроші в певні контори і отримувати їх в інших містах.
Імперська адміністрація намагалася утримати торговельну діяльність під суворим контролем. Ринки дозволялися лише в обласних та повітових центрах. Існував суворий нагляд за часом початку роботи, закриттям та дотриманням порядку торгівлі. Торговці повинні були одержувати письмові дозволи на продаж товарів і перевезення вантажів. Влада залишали за собою право встановлювати ціни.

### Зовнішня торгівля
У VII—VIII столітті Китай розширив зовнішньоторговельні та культурні зв'язки з зарубіжними країнами. До Китаю приїжджали посольства візантійського імператора, неодноразово прибували і посланці арабських халіфів. Жваві торговельні зв'язки підтримувалися з Близьким Сходом не тільки суходольними шляхами, а й морем. Один з таких шляхів простягнувся від Гуанчжоу до Багдада. Разом з арабськими купцями в Китай проникло і мусульманство, з'явилися й християнські проповідники несторіанства. Настільки значне розширення зв'язків із зовнішнім світом пояснювалося підйомом культури та економіки не тільки Китаю, але і багатьох держав Сходу.
Вироби китайських ремісників — шовкові розписні тканини і халати, ювелірні, бронзові і порцелянові вази різноманітних форм і розписів розходилися в усьому світі.
У 699 році в період імператриці Ву було відновлено Великий шовковий шлях, який тибетці захопили в 678 році. Та попри бурхливий розвиток торгівлі, іноземні купці свідчили, що він суворо керувався китайським урядом на контрольно-пропускних пунктах та відзначали постійні напади бандитів.
Шовковий шлях також мав вплив на мистецтво династії Тан.

## Суспільство

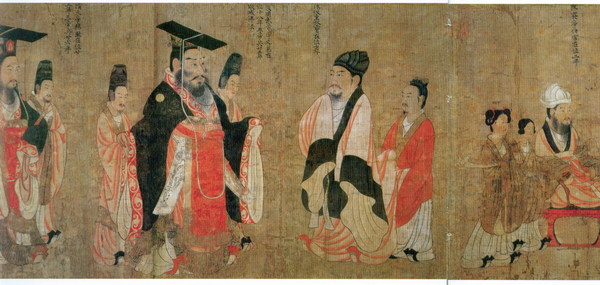
Імператор та придворні (Ян Лібень)

Уложення, що стосувалися статусу і системи організації чиновників, землевласників і взагалі всіх підданих імперії, їх небагатьох прав і всеосяжних зобов'язань перед владою, а також вся система відповідних регламентів були зведені воєдино в танському зводі законів з 500 статей в 12 розділах. З нього, зокрема, видно, хто керував імперією, хто був у ній якщо не панівним класом у повному сенсі слова, то у всякому разі в положенні панівного класу, хто виконував функції цього класу.
Середньовічна державна організація в Китаї формувалась за стародавніми зразкам, які передбачали ієрархічний поділ суспільства. Ця система ґрунтувалась на тезі конфуціанства, у якій йшлося про те, що знатна людина повинна здійматись угору, а низька, негідна — опускатись вниз, тому поділ поділ суспільства на верхи і низи вважався справедливим. Соціальну піраміду китайського суспільства очолював син Неба за свої чесноти, за ним слідували шляхетні (гуй). Більша частина підданого суспільства називалася «добрим людом» та «низьким людом». Держава в Піднебесній ототожнювалась з особою імператора. Кожен стан суспільства мав відповідне економічне забезпечення, власні правила поведінки й етикету, свій тип жител, одягу і прикрас.

### Аристократія

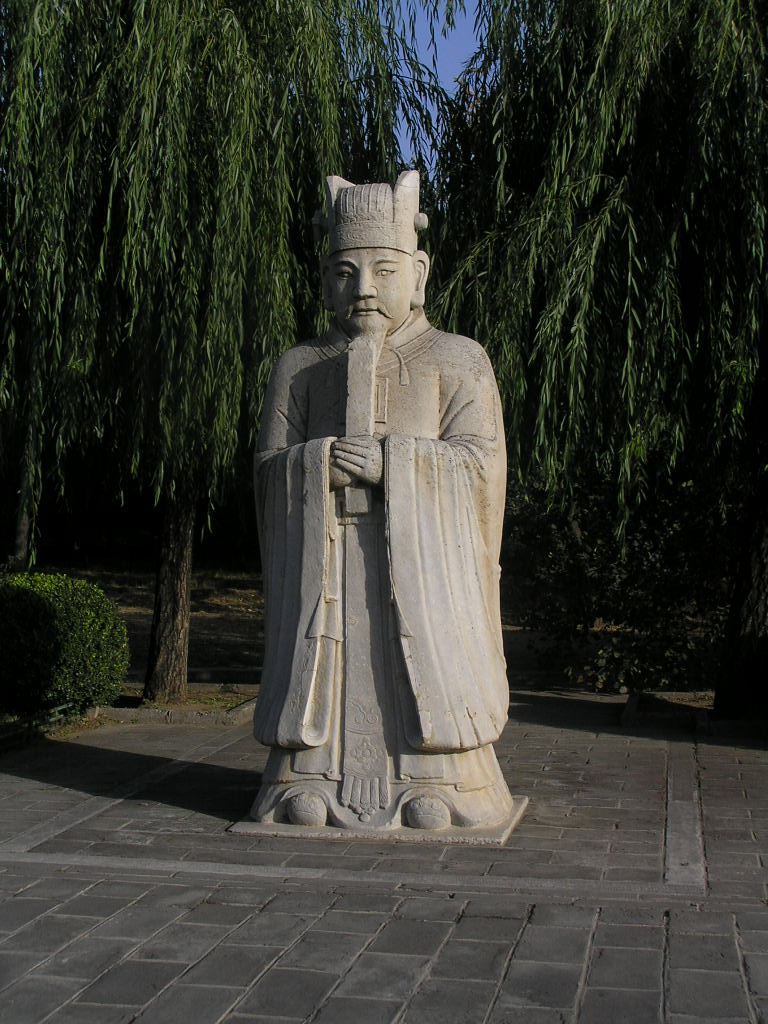
Китайський чиновник

Верхівку панівного класу становила аристократія. До неї відносилась столична знать — родичі імператора, придворні і титуловані сановники, а також представники місцевої провінційної еліти, які об'єднуються в кілька могутніх угруповань. Їх родовитість засвідчувалося зводами-переліками, перший з яких в епоху Тан з'явився в 637 році і включав 293 прізвища і 1654 сім'ї. Зводи періодично уточнювалися і поповнювалися. Аристократи розрізняли за титулами та рангами, відповідно до рангів наділялися земельні володіння. До спадкової знаті відносилися деякі чиновники і сановники з когорти «особливо заслужених». Оскільки у Китаї була відсутня система майорату, то багатодітність приводила серед знаті до дроблення великих землеволодінь та до міжусобної боротьби за землю.

### Чиновники

Китайський селянин

Опорою централізованої влади були чиновники, найчисельніша група серед вищого стану суспільства. Чиновники займали певні щаблі чинів на ієрархічній драбині і поділялись на дев'ять рангів, відповідно отримуючи оплату у вигляді земельного володіння або грошей. Звання чиновників, ранг, право на землю не передавалися у спадок, тому, щоб стати чиновником, потрібно було мати ряд талантів і скласти іспит для отримання вченого ступеня, який забезпечував кандидатуру на посаду в державному апараті. У чиновників робочий день починався о 5—6-й годині ранку, якщо він запізнювався на роботу, його били ломакою.

На початку свого правління Тайцзун перевірив всіх чиновників, які перебували в центрі і на периферії, і встановив штат в 730 чоловік. Він говорив: 
|  | «Я вважаю цілком достатнім цей штат для залучення всіх мудрих і талановитих в Піднебесній». |

Однак навіть в той час були створені позаштатні посади — юаньвай.
У Танському законнику містилися статті про право «тіні» для високопоставлених чиновників, їх «тінь» після їхньої смерті падала на найближчих нащадків, дітей та онуків, даючи їм певні переваги, в тому числі і при призначенні на посаду. Проте це право стосувалось небагатьох, а тільки родової знаті. У всіх же інших випадках статус чиновника практично не відбивався на його дітях — їм слід було починати все спочатку.
Китайське законодавство, зокрема кримінальний Кодекс династії Тан, передбачав боротьбу з корисливими проступками посадових осіб. Танське кримінальне право виділяло шість основних типів майнових злочинів, так званих «шість привласнень» (лю цзан кит.: 六 赃), в Кодексі «Тан Люй шу і» їх іноді називають ще (чжен цзан кит.: 正 赃), що можна зрозуміти як «прямі» або «безпосередні» привласнення, тобто хабар. У широкому сенсі термін «привласнення» позначає той чи інший тип дій, безпосередньо спрямований на незаконне отримання якихось матеріальних цінностей. В результаті виявлення такого порушення чиновник і той, хто до нього звернувся з проханням, каралися сотнею ударів важкими палицями.

### «Добрий люд»
Найбільший відсоток населення, куди не входила знать і чиновники, становив «добрий люд» (лянжень). Це були переважно селяни, які обробляли землю та своєчасно виконували різні види повинностей. Землеробство вважалось почесним заняттям, дехто із селян використовував працю орендарів, «сторонніх» і рабів. Ремісники і купці, які обкладалися податками і повинностями так само, як і селяни, також належали до «доброго люду». Соціальна структура суспільства Китаю не була кастовою і не виключала перехід до іншого стану, незважаючи не те, що поділялася на різні соціальні групи. Представник «доброго люду» з рядових платників податків міг за певні заслуги зайняти місце на вищій сходинці ієрархічної драбини. Це був зворотний процес: сановник за вчинений проступок міг понизитися в посаді або ж розжалуватися в простолюдини.

### «Низький люд»
Грань між «добрим» та «підлим людом» або «низьким людом» (цзяньжень) чітко простежується в законодавстві. Строго заборонялися шлюби між вільними і залежними. Останні розрізнялися за ступенем особистої залежності, могли бути казенними або ж мати приватних господарів.
На найнижчому щаблі в ієрархії залежності стояли раби (Нуби). Казенні раби складалися головним чином з родичів осіб, які вчинили злочини і становили одну з найчисельніших груп неповноправних. Вони не вносилися до списків податного населення, а приписувалися до установ, які розпоряджалися ними.
Як і казенні, приватні раби не несли повинностей перед скарбницею і не включалися в списки населення, фігуруючи лише в подвірних списках сім'ї господаря. З 605 році приватним рабам заборонялось давати земельні наділи.
Рабів зневажали, прирівнювали до майна та худоби, продавали. Їм не потрібно було прізвищ, а лише прізвиська. У шлюб вони могли вступати тільки між собою. Діти рабів залишалися рабами. Але, з іншого боку, практично майже всі раби мали свої сім'ї та деяке майно. Господар не міг їх убити. Зберігалася можливість викупу з рабства. Казенні раби в 60 років переводилися на становище напіврабів (фаньху), а в 70 років отримували свободу. Приватні раби завдяки збереженій патріархальній традиції розглядалися як молодші члени родини господаря. Таким чином, рабство в Китаї відрізнялося відносною м'якістю.
Як особисто-невільні розглядалися казенні ремісники (гун) і музиканти (Юе). Серед приватних залежних крім рабів були відомі ще з попередніх часів буцюй. Вони не мали наділу і працювали головним чином на землі господаря. Їх могли посилати на громадські роботи замість господаря і членів його сім'ї. Господар не міг продати їх і за їх вбивство ніс суворіше покарання, ніж за раба. В кабальну залежність від господаря потрапляли також особи, наймані ним в служіння за контрактом, — суйшень.
Жебраки, повії, актори, а також особисто-залежні слуги і раби відносились до «підлого люду».

## Побут та звичаї

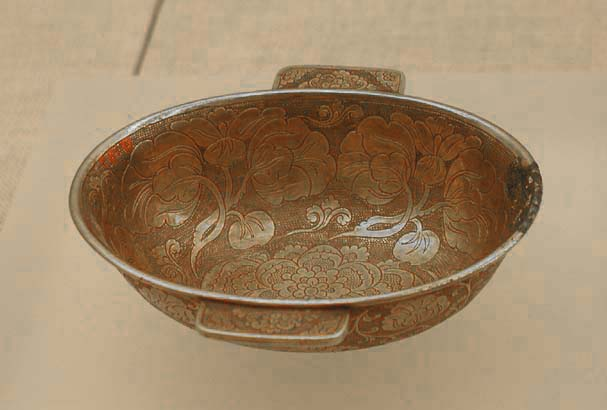
Позолочена срібна чашка з квітковим мотивом епохи Тан

### Житло
Житла в Китаї мали один поверх. Селяни і ремісники жили в дерев'яних чи глиняних будинках без стелі або вкритих соломою. Вони розділялися дерев'яними перегородками на окремі помешкання. Житлові будинки розташовували навколо палаців.
Будинки заможних китайців зводили з каменю та цегли, а палаци імператора і знаті — з мармуру й оздоблювали майстерним різьбленням. Житла заможних являли собою з'єднані кілька одноповерхових будиночків, поставлених один на одного. Дах мав вигляд шатра з загнутими наверх краями з широкими карнизами. Вони створювали враження легкості та спрямованості вгору. Багато будівель мали кілька дахів, відокремлених один від одного невеликими проміжками. Дахи підтримувалися короткими різнокольоровими колонами. Черепичні дахи розписувалася жовтою, зеленою, фіолетовою, коричневою фарбою, часто покривали глазур'ю. Двір нагадував невелику фортецю, у внутрішніх дворах якої знаходилися сад, басейн з містками, квітники, куди заходити без дозволу суворо заборонялося.
У побуті використовували високі столи і стільці, шафи з висувними шухлядами, скрині для зберігання одягу і тканин, а також лежанки, що підігрівалися трубами димоходу, прокладеними в них. На стінах вішали вишиті килими. Вкривалися шовковими ковдрами на ваті, під голову використовували валики. Сиділи, їли, спали на циновках. Вулиці вимощували камінням і цеглою та забудовували суцільним рядом крамниць, харчевень та майстерень, де працювали десятки робітників. У містах було багато лазень.

### Одяг
Одяг був однаковим для чоловіків і жінок. Жіночий одяг шили з барвистих, яскравих тканин.
Селяни носили камзоли, підперезані ременем штани, куртки, які запинали направо. Верхнім одягом слугував довгий халат з глухим коміром і розрізами по боках. Його одягали поверх короткої кофти і штанів.
Взуття — туфлі на дерев'яній чи шкіряній підошві, які взували на босу ногу, коли заходили до помешкання, роззувалися. Ходити надворі босоніж вважалося непристойним. Селяни носили взуття плетене з рисової соломи, на голові солом'яний капелюх. Чоловіки ніколи не ходили без головного убору, а жінкам це дозволялося.

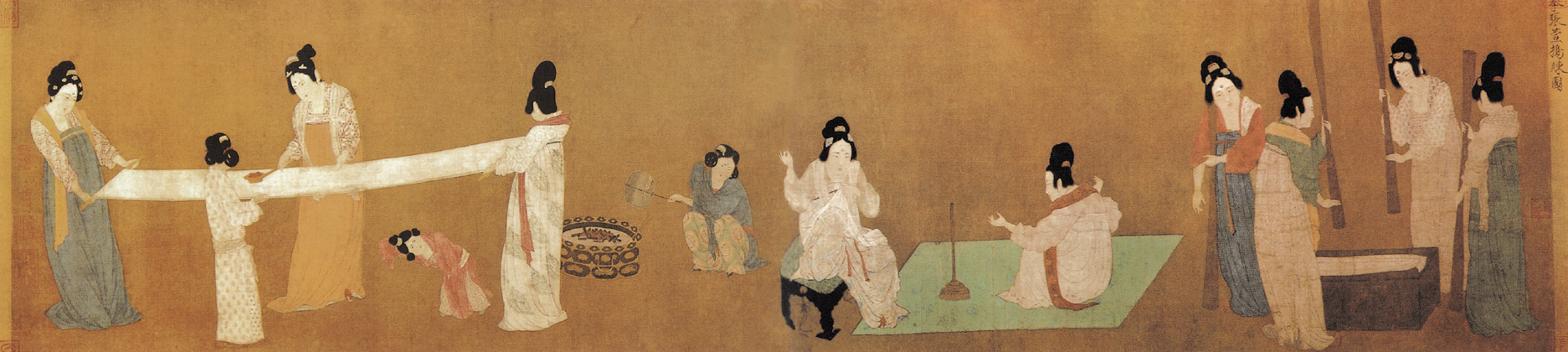
Чжан Сюань. Сувій. Приготування шовку.

### Їжа

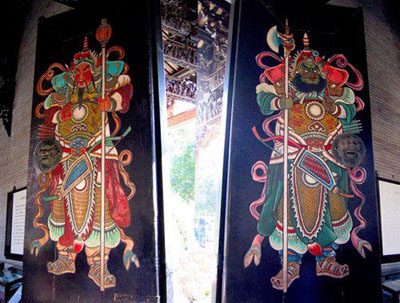
Китайський новий рік із символами богів на воротах

Основною їжею були рис і випічка з тіста, вживали багато проса та овочевих бобів.
Додатковою їжею були овочі, риба, м'ясо, особливо цінувалася собачатина. До їжі додавали різноманітні приправи, їли паличками з бамбука, слонової кістки або срібла. Майже не вживали молока, кисломолочних продуктів. Продукти споживали лише вареними або смаженими. З VII ст. в Китаї з'явився цукор-пісок. Улюбленим напоєм був чай, який до XIV століття варили як суп, а не заварювали його кип'ятком. Прості китайці запивали страву водою, а заможні — просяним чи рисовим вином.

### Традиції
Укладенням шлюбу займалися батьки, часто вони домовлялися про заручини, коли діти ще були малими. Якщо хлопчик помирав до одруження, то дівчинка вважалася вдовою і не могла вийти заміж. Шлюби укладали ранні, китайські сім'ї завжди мали багато дітей, але й смертність серед них була великою. Жінка в сім'ї чоловіка ставала служницею.
Серед причин для розлучення на першому місці були безпліддя дружини, нешанобливе ставлення до батьків чоловіка та ревнощі.
Серед заможних верств населення поширювався звичай бинтувати жіночі ступні, щоб стримати їхній ріст. Багаті жінки відпускали на пальцях рук довгі нігті, на які одягали срібні футлярчики.
Китайці пишно відзначали різноманітні свята:
- свято Нового року;
- свято «ліхтарів», під час якого все місто обвішували різнокольоровими ліхтарями;
- свято «холодної їжі» — в цей день їли лише холодні страви;
- свято «чистого світла» — гасили всі вогні, а згодом запалювали нові;
- свято урожаю тощо.[27]

Китайці були терплячими, працьовитими, старанними, практичними, мали велику шану до предків, критично ставилися до будь-яких нововведень.

### Чан'ань та інші міста

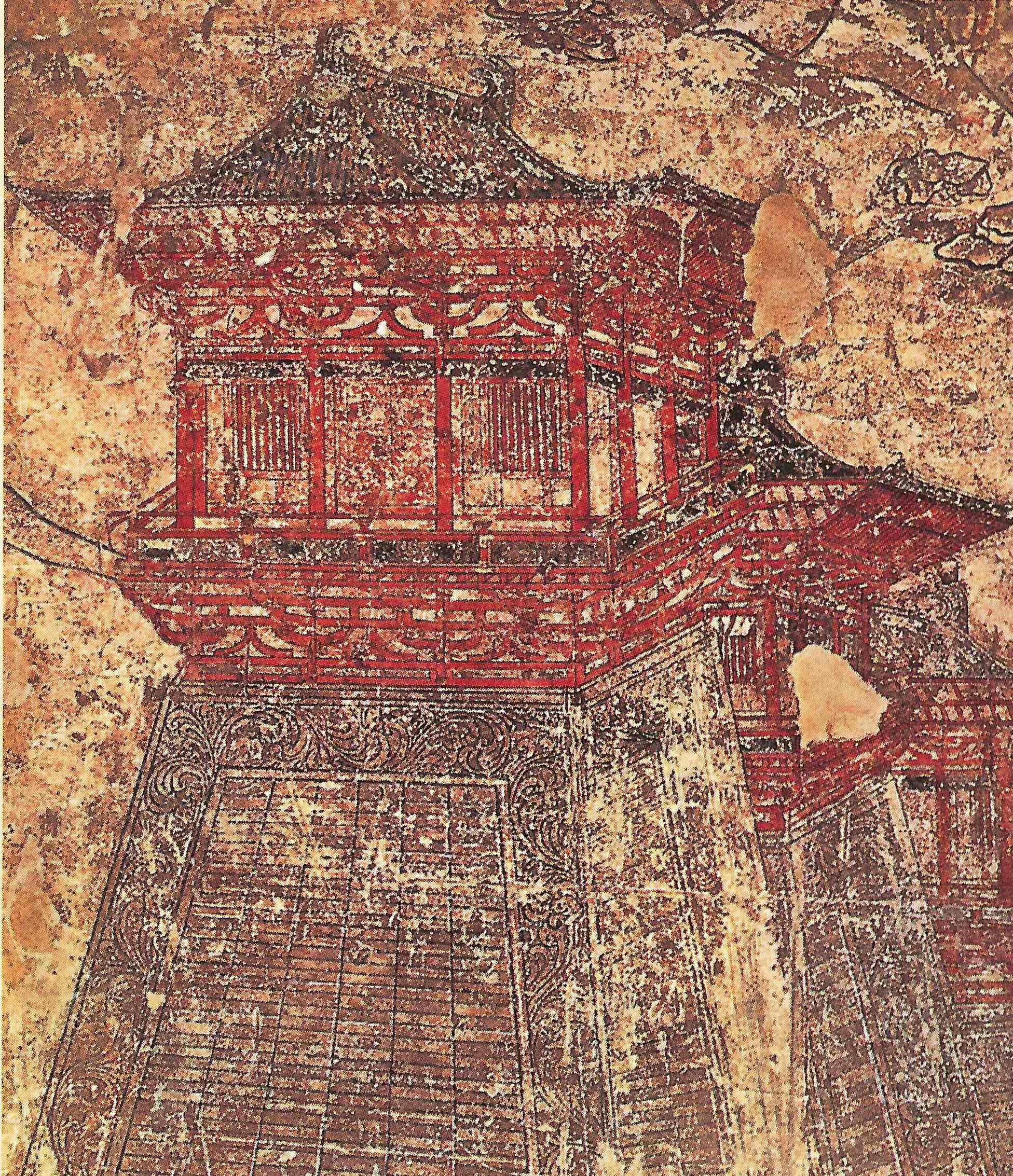
Фреска із зображенням кутової башти в Чан'ань, де була гробниця князя (706)

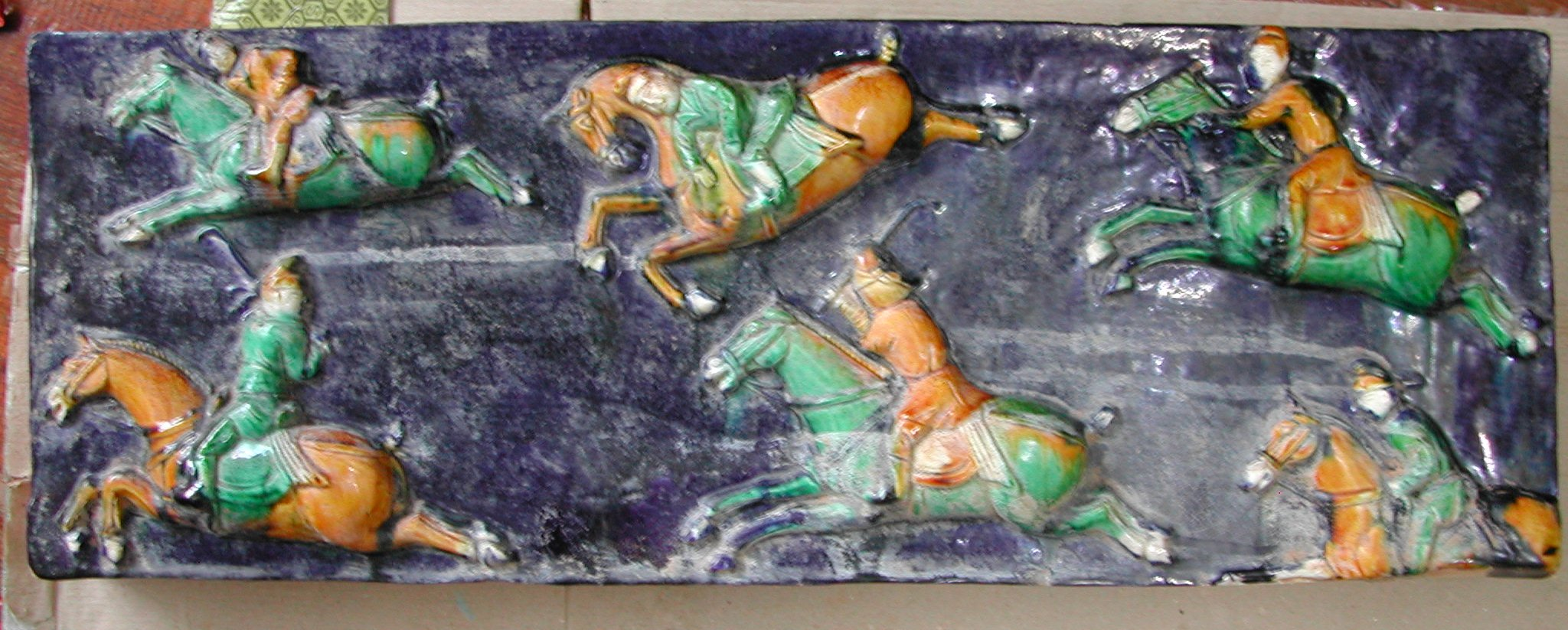
Гра в поло

Одним з див світу вважають столицю імперії Тан — Чан'ань. Населення його наближалося до мільйона осіб, це була найчисельніша столиця у світі. Місто мало прямокутний вигляд і займало площу 8 x 10 км і було розділене на квартали, що мали поетичні назви — «Процвітання та радості», «Спокою і благополуччя». Кожен квартал обносився стіною, ворота якої закривалися на ніч по звуку барабана. Цей захід, в поєднанні із забороною пересуватися ночами, захищав містян від злодіїв. Вулиці в столиці були широкі і перетиналися під прямим кутом. Це розташування навіть згадується в одному з віршів Ду Фу. Крім Променистого палацу імператора і адміністративних будівель в Чан'ань налічувалося 94 буддійських монастирі, 16 даоських, 38 святинь імператорського дому, 2 офіційних храми, 7 церков іноземних релігій, 10 міських палат обласного управліннями, 12 великих готелів, 6 кладовищ, відкриті громадські спортивні майданчики, а на задвірках шикарних особняків розташовувались майданчики для гри в поло, футбол та ін.
Це було місто-космополіт, де проживали етноси Персії, Середньої Азії, Японії, Кореї, В'єтнаму, Тибету, Індії та багатьох інших місць. Відповідно до цього у місті практикувалось багато різних релігій, наприклад, буддизм, християнство несторіанського спрямування, маніхейство, зороастризм, юдаїзм та іслам. Через те, що через Китай пролягав Великий шовковий шлях, столиця була широкодоступною для Заходу. В той час у Чан'ань проживало близько 25 000 іноземців. Клієнтів приваблювали екзотичні зелені очі, світле волосся тохарських жінок, які подавали вина в агатових і бурштинових чашках, разом з тим їх сюди вели співи і танці в тавернах. Якщо іноземець вирішував одружитись на китаянці, він повинен був залишитися в Китаї і не міг відвезти наречену на батьківщину. Так зазналось в законі, прийнятому в 628 році, щоб захистити жінок від тимчасових шлюбів з іноземними послами.
У Чан'ані було два великих ринки. Західний ринок призначався для багатих покупців, де знаходилися лавки продавців паперового приладдя і віщунів, які передбачали результати іспитів. Останніх часто відвідували студенти, яких з'їжджалося до столиці до 60 тис. і які хотіли спробувати щастя на державних іспитах. Вони селилися в неподалік розташованому кварталі Чунжень («Шанування людинолюбства»). З півдня до нього примикав квартал Пінкаю, який славився розвагами та співачками. На східному ринку торгували товарами для тих, хто бідніший, там виступали циркачі, оповідачі билин і бродячі актори. У Великий Променистий палац імператора вела дорога з блакитного каменю. Він складався з безлічі будівель, прикрашених різьбою, стінними розписами, дивовижними предметами. Цілими днями одна розвага в палаці слідувала за іншою. Вони влаштовувалися для коханої дружини імператора — Ян Гуйфей.
Виступи фокусників, канатоходців і блазнів змінювалися музичними постановами, бенкети — виступами дресованих коней. В розвагах брали участь численні родичі красуні Ян, яким були подаровані високі посади та титули. Всі вони змагалися між собою та іншими аристократами в багатстві і пишності.
Крім Чан'аню, розвиненим містом був Янчжоу, штаб-квартира державної монополії Тан на сіль і найбільший промисловий центр Китаю. Янчжоу виступав як посередник у перевезенні іноземних товарів на північ Китаю. Як і морський порт Гуанчжоу на півдні країни, Янчжоу хвалився тисячами іноземних торговців з усієї Азії. Існувала також вторинна столиця Лоян, яка була улюбленою столицею двох імператриць Ву. Лоян, з населенням близько мільйона чоловік, став другим за величиною в імперії.

## Релігія, філософія

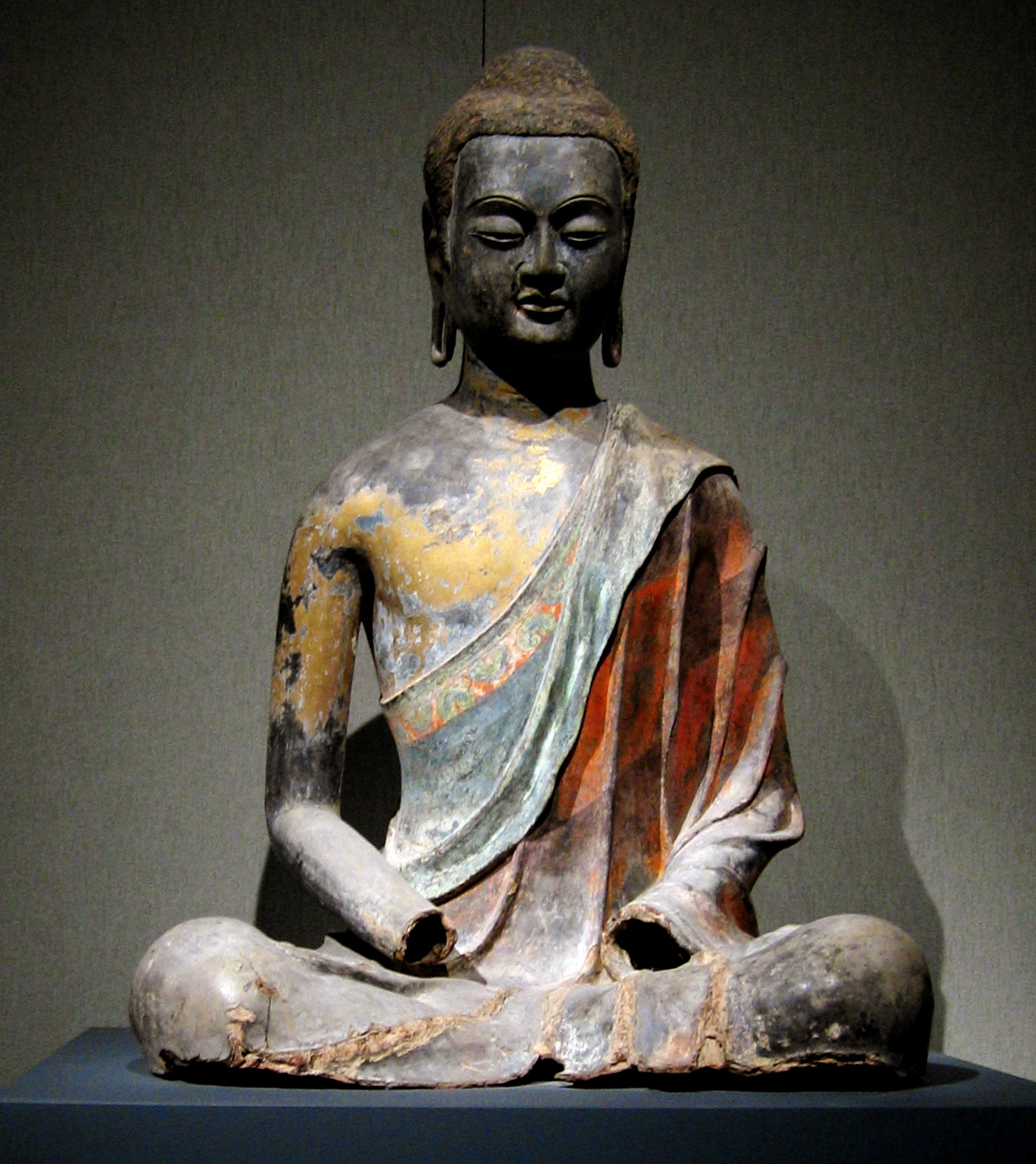
Будда Амітабха

Китайці вірили в потойбічне життя. Вважали, що ті, хто живе праведно, після смерті вільно перепливають на човні через «річку забуття», а грішників пожирають страшні дракони.
Державною релігією на початку середньовіччя був буддизм, що проник до Піднебесної завдяки проповідникам з Індії, Центральної та Середньої Азії в І ст. Китайці вірили в ідею тотожності буття і страждання, стверджували, що джерело страждань закладене в самій людині — в її жадобі до насолоди, влади, багатства і може бути припиненим лише шляхом відмови від будь-яких бажань та прагнень і досягнення нірвани (небуття).
Буддизм був прийнятий в імператорську сім'ю Тан, ставши цілком невіддільною частиною китайської традиційної культури. Буддистське вчення було перекладено китайською мовою. Будувалися буддистські печерні храми, монастирі, башти-пагоди. Буддистські монастирі відіграють важливу роль в китайському суспільстві, пропонуючи житло для подорожніх у віддалених районах, школи для дітей по всій країні і місце для міських літераторів для постановки вистав про соціальні події та заходи.
У цей час усередині буддизму з'явилося багато дуже впливових сект. Кожна з них мала самостійне, сильне монастирське господарство з доходами і кріпаками, а в суспільному житті буддійські монахи перетворилися в землеробський прошарок. Кожна з сект вела закулісну політичну боротьбу і становила серйозну політичну силу. Вплив різних сект глибоко проникав в різні суспільні класи і прошарки та мав вплив на формування суспільної свідомості.
Простий люд надавав перевагу даосизму — релігії, що закликала до рівності, обіцяла безсмертя.
Популярним у країні було конфуціанство, що проповідувало милосердя, не чинити зла іншим, дбати про громадські інтереси, дотримуватися всіх усталених обрядів, церемоній, правил поведінки та вшановувати предків, поважливе ставлення до старших і батьків та до авторитету влади. Вчення Конфуція відстоювало утвердження патріархальних традицій та непорушність соціальних підвалин, прищеплювало думку, що кожна людина повинна бути задоволена своїм соціальним становищем і не прагнути кращого. Конфуцій був зведений в титул Веньсюань-ван, а твори Конфуція і Мен-цзи шанувалися як канонічні. Лао-цзи отримав титул імператора Сюань-юань, а книги Лао-цзи і Чжуан-цзи стали обов'язковими при іспитах на отримання посади чиновника.
Поступово буддизм, даосизм і конфуціанство злилися в Китаї в єдину релігію під зверхністю конфуціанства.

## Освіта та наука

### Освіта
В Танський період значно поширюється освіченість. У столиці було три вищі училища. Тут навчалося більше восьми тисяч дітей танської аристократії. Існували школи в обласних, окружних і повітових центрах для дітей незаможних. Це були школи каліграфії, математики, медицини. Писали ієрогліфами, яких грамотний китаєць повинен був знати від 10 до 50 тисяч. Видавали різноманітні підручники: із хліборобства; з виготовлення металів; з виготовлення порцеляни та ін.
В містах з'являються перші численні бібліотеки, в яких зберігали стародавні рукописи, так у VII столітті в імператорській бібліотеці налічувалося близько 90 тис. томів. В окремих монастирях навчали бойового мистецтва (ушу) В Танську епоху в Чан'ань було розпочато видання першої у світі газети, друкованої з дерев'яних дощок.

### Наука

#### Хімія
Алхіміки, відшукуючи для імператора еліксир безсмертя, зробили багато відкриттів у вивченні властивостей, металів та мінералів. У їх числі водо- та пилонепроникні креми або лаки для одягу і зброї, вогнетривкий розчин для скла та порцелянові вироби, водонепроникний крем застосовується до шовкового одягу водолазів, креми призначались для полірування бронзових дзеркал. Китайці винайшли порох, який спочатку використовували для феєрверків, а пізніше у військовій справі.
Під час династії Тан в провінції Сичуань заявили, що в одній із свердловин завглибшки 182 м було зібрано природний газ в портативні бамбукові трубки, які можна носити на десятки кілометрів і зберігати полум'я. Це були, по суті, перші газові балони. Для одного із імператорів у 747 році винайшли водяне колесо для кондиціювання повітря.

#### Медицина
При Тан уряд створив медичне управління і поклав початок викладання медицини з різних спеціальностей; була опублікована робота «Сіньсю Беньцао (Виправлений опис основних лікувальних трав)», в якій дається характеристика 844 назв лікарських рослин. Розвинулася голкотерапія, яка була описана в трактаті «Чженьфан» (Способи голковколювання). Почали використовувати уколи кам'яної голки для лікування різних хвороб. Цього була присвячена книга «Хуанді ней цзін су вень чжу» («Коментарі до «Су вень» Канону Жовтого імператора про внутрішнє») Ван Біна. В цей час виготовляли ліки з рослин, робили складні операції, щеплення від віспи, лікували щитоподібну залозу.
В області медицини з'явилися такі роботи, як «Цяньцзінь-фан (рецепти порятунку життя, яке вартує тисячі цзінь золота)» Сунь Симяо, «Вайтай біяо (Секрети правителя округи)» Ван Тао, «Мо-цзин (Трактат про пульс)», та «Мінтал женьсінту (Атлас людського тіла, отриманий в залі Мінтал)» Чжень Цюаня.

#### Математика
На початку династії Тан викладалися способи розв'язання алгебраїчних рівнянь третього степеня.

#### Астрономія
Астрономи виміряли довжину меридіана, створили точний календар, знали причини сонячних і місячних затемнень, відкрили плями на Сонці. Вагомий внесок в астрономію зробив буддійський монах І Хан, котрий продовжив спостереження за змінами пір року й небесними світилами, складав прогнози і гороскопи відповідно до руху небесних світил.

#### Географія
Імператори споряджали морські експедиції. Китайський флот побував на Зондських, Молуккських островах, в Індії, Ірані, на півдні Аравії, в північній Африці. Було складено карти морського узбережжя Південно-Східної та Південної Азії. У 785 році географ і картограф Цзя Дань (730—805) склав карту Китаю і її колишніх колоній в Центральній Азії. Після завершення в 801 році, карта була 9,1 м в довжину і 10 м у висоту.
Крім поправок до «Атласу десяти адміністративних районів (Шида ту)», були сформульовані «опис округів і повітів, складене в еру правління Юань-хе (Юань-хе цзюньсянь тучжи)» та «Опис Західного краю (Сіюй туцзя)»
Цзя Чжень написав сім географічних творів, у тому числі «Карту китайців і варварів, які проживають в межах чотирьох морів (Хайней хуаі ту)» та «Опис округів, володінь, повітів і районів і варварів в чотирьох частинах світу в давнину і нині[коли?] (Гуцзінь цзюнь, го, сянь, дао сиі шу)» .
У всіх перерахованих творах наводяться конкретні записи і пояснення про гірські і річкові системи, містяться описи способу життя людей та їх звичаїв як у самому Китаї, так і в Західному краї.
Сюаньцзан в творі «Датан Сіюй цзи (Записки про Західний край, складені при великій династії Тан)» на підставі особисто побаченого і почутого викладає важливі дані про давню історію та географію Середньої Азії, Індії, Пакистану, Непалу та інших країнах.

#### Історія
Китайці дуже цікавилися історією своєї країни і постійно її вивчали. До наших днів дійшло китайське прислів'я: «Не забувай минулого, воно вчить майбутнього». У середні віки було зібрано й переписано твори стародавніх істориків. Під час правління кожного імператора збирали його укази та інші документи, щоб полегшити працю майбутніх істориків.

### Винаходи
Китайці в цей період відзначились досягненнями в області годинникових механізмів і хронометражу. Перший у світі часовий спуск механізму був винайдений у 725 році.
Значні досягнення спостерігаються у книгодрукуванні. На початку VII столітті з'явилося друкування з гравірованих дощечок. Найстарішим відомим зразком друку з дерев'яних дощок є листок з сутри на санскриті, який був надрукований на папері з конопель між 650 і 670 роками. Він був виявлений у 1974 році поблизу гробниці Тан (кит.: 唐墓) у Сіані. Але раніша відома надрукована книга стандартного розміру є Алмазна Сутра. Вона складається з сувоїв завдовжки 5,18 м і описує події 868 року, або «п'ятнадцятий день четвертого місяця дев'ятого року» танського імператора І-цзуна (кит.: 唐 懿宗), що правив під девізом Сяньтун (咸通). Методи друку, що використовуються в тонкій каліграфії Алмазної Сутри набагато досконаліші та вишуканіші в порівнянні з мініатюрами сутр, які друковали ще раніше. У буддійському центрі паломництва Дуньхуан були знайдені два найстаріших друкованих китайських календарі, які датуються 877 і 882 роками.
Широко застосовували компас, який за посередництва арабів став відомим у Європі. Порох, винайдений китайцями, лише у XI столітті почав використовуватися у військовій справі.
Винайшли сейсмограф — прилад для визначення коливань земної кори під час землетрусу та водяне колесо для подавання води на високі ділянки полів.
У VIII столітті в Китаї почала виходити щоденна газета «Столичний вісник», у якій вміщували укази імператора і повідомлення про найважливіші події.

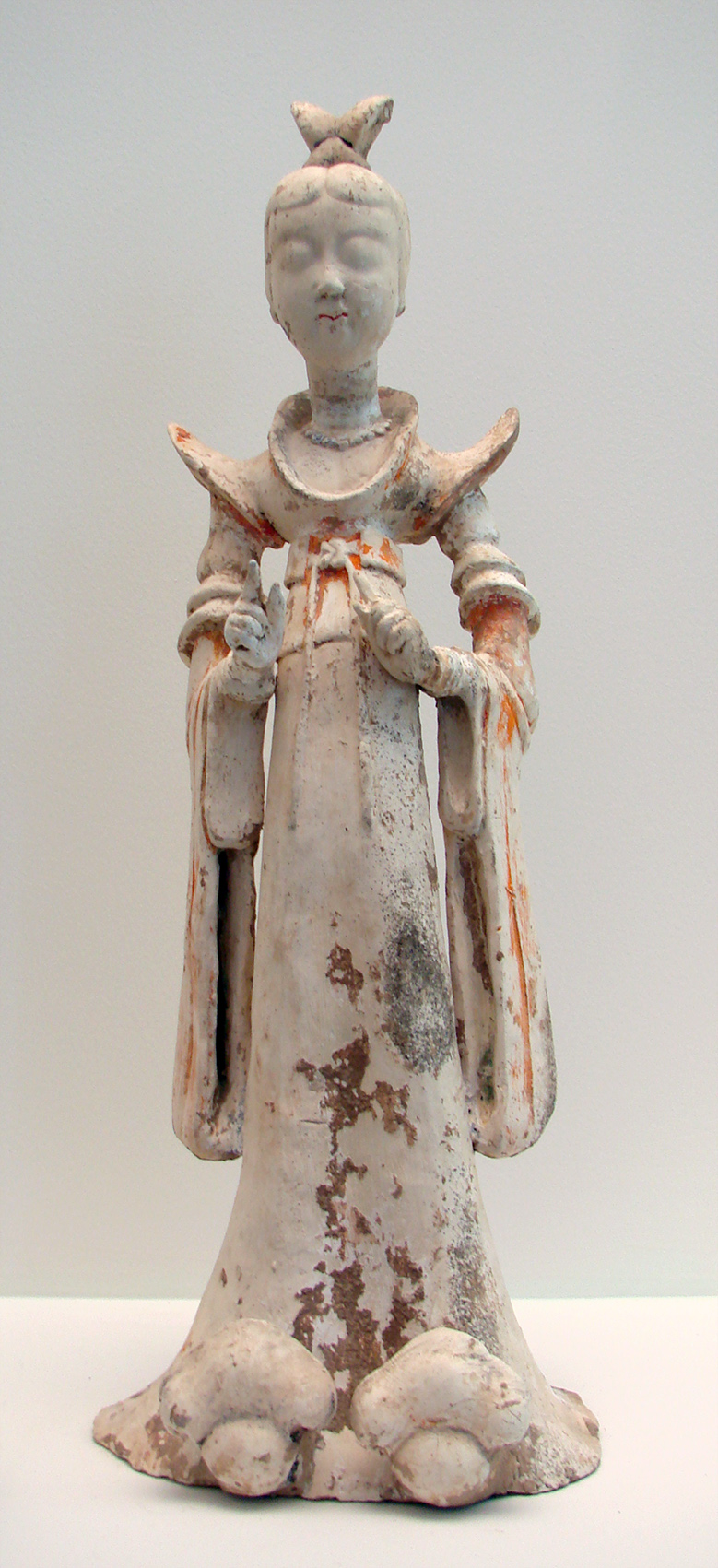
Придворна дама

### Література

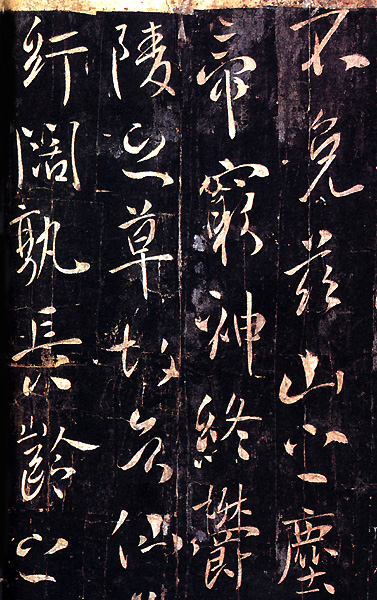
Письмові каліграфії імператора Тайцзуна на стелі

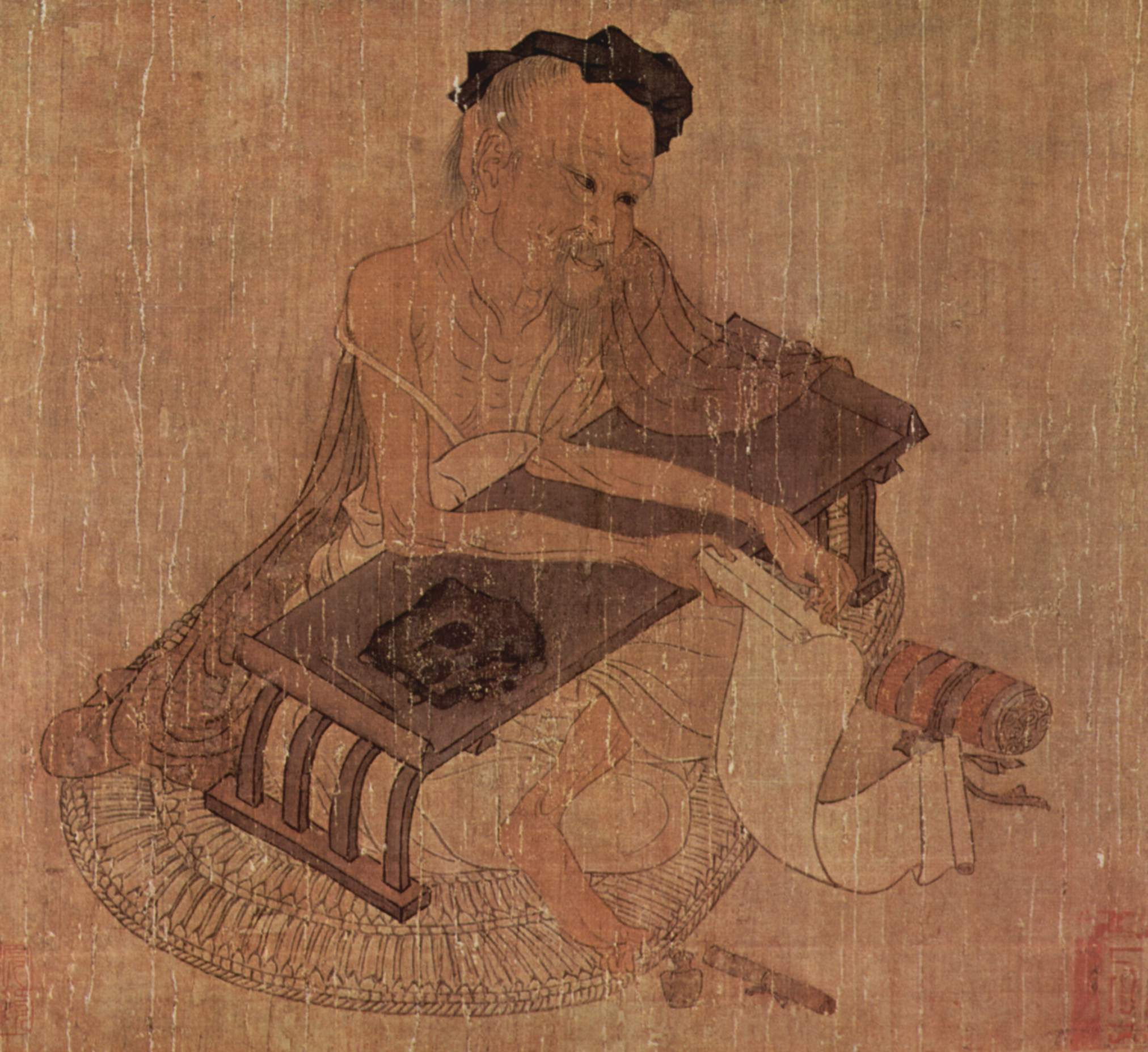
Ван Вей
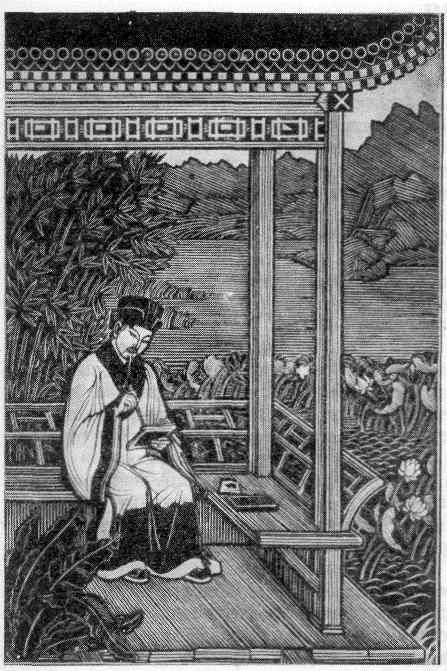
Бо Цзюйі
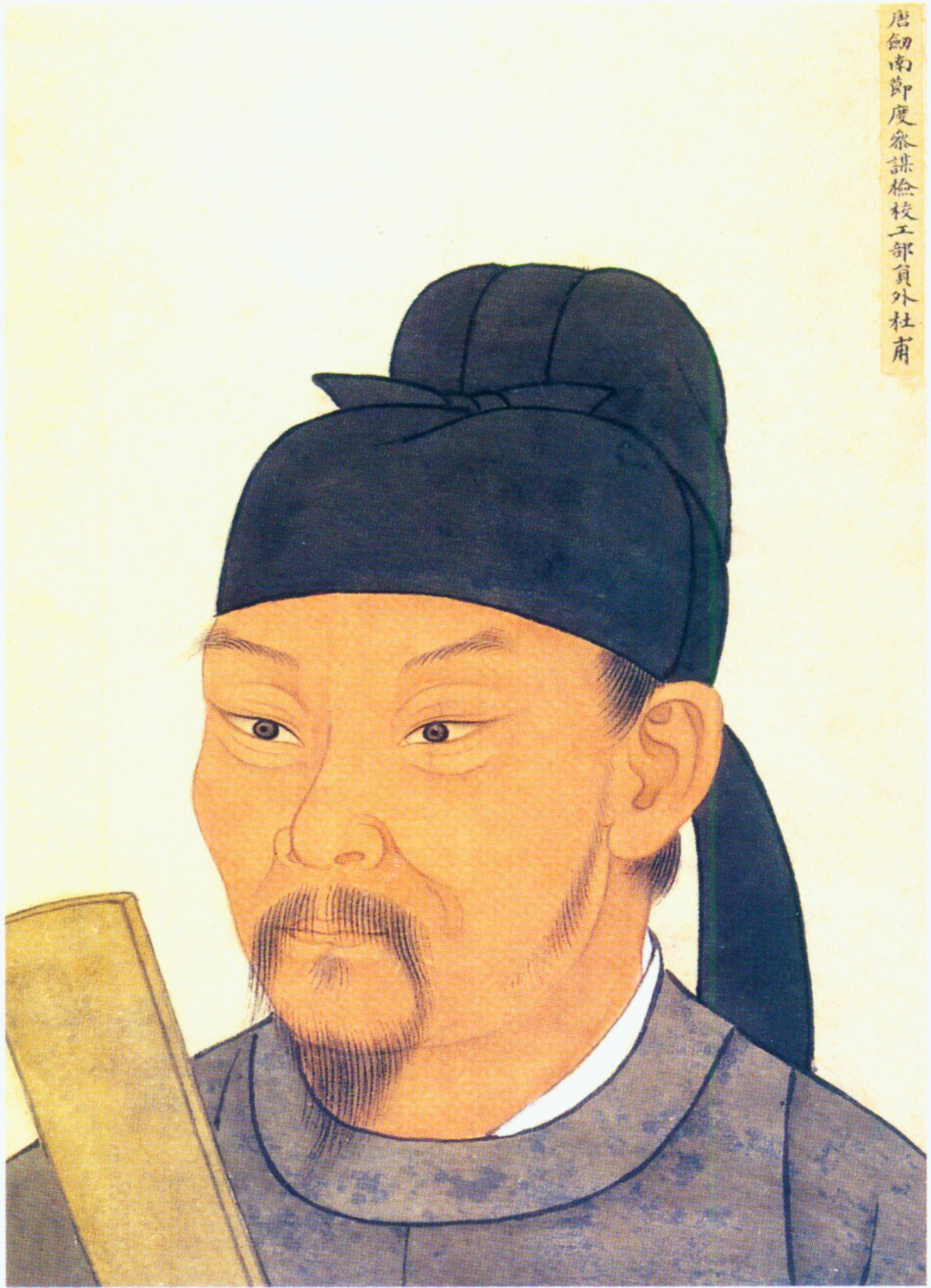
Ду Фу
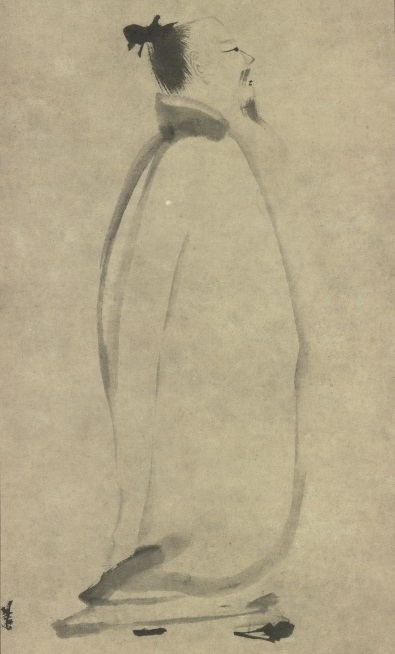
Лі Бо

## Культура

### Архітектура
Серед будівель династії Тан переважали дерев'яні споруди, які не збереглися до нашого часу. Як матеріал для будівель також використовували камінь, бронзу, залізо, такі будівлі оздоблювали різьбленням, а загнуті догори дахи і широкі карнизи створювали враження легкості та спрямованості вгору. У будівництві палаців і храмів часто використовували дорогі і рідкісні породи дерев, які привозили з Індокитаю. Було поширене будівництво імператорських паркових резиденцій, де споруджували павільйони, альтанки, галереї, мости. У парках обов'язково передбачалося створення чудових пейзажів, штучних водоймищ, пагорбів тощо.
Буддійський храм епохи Тан був дерев'яним павільйоном, який височів на платформі з цегли або каменю. Каркас будівлі підтримували колони, біля підніжжя прикрашені пелюстками лотоса, і поперечні балки. Дах був двосхилим, покритим черепицею, загнуті краї якої виходили далеко за стіни будівлі і підтримувалися стовпами. У храмовий комплекс входили будівлі, присвячені Будді, Бодхісаттві (святому) Авалокітешварі (Гуань-інь) — захиснику всіх нещасних, святим і владикам пекла, зал чотирьох охоронців, приміщення для зберігання сутр і потреб ченців. Всі будівлі орієнтувалися на південь.

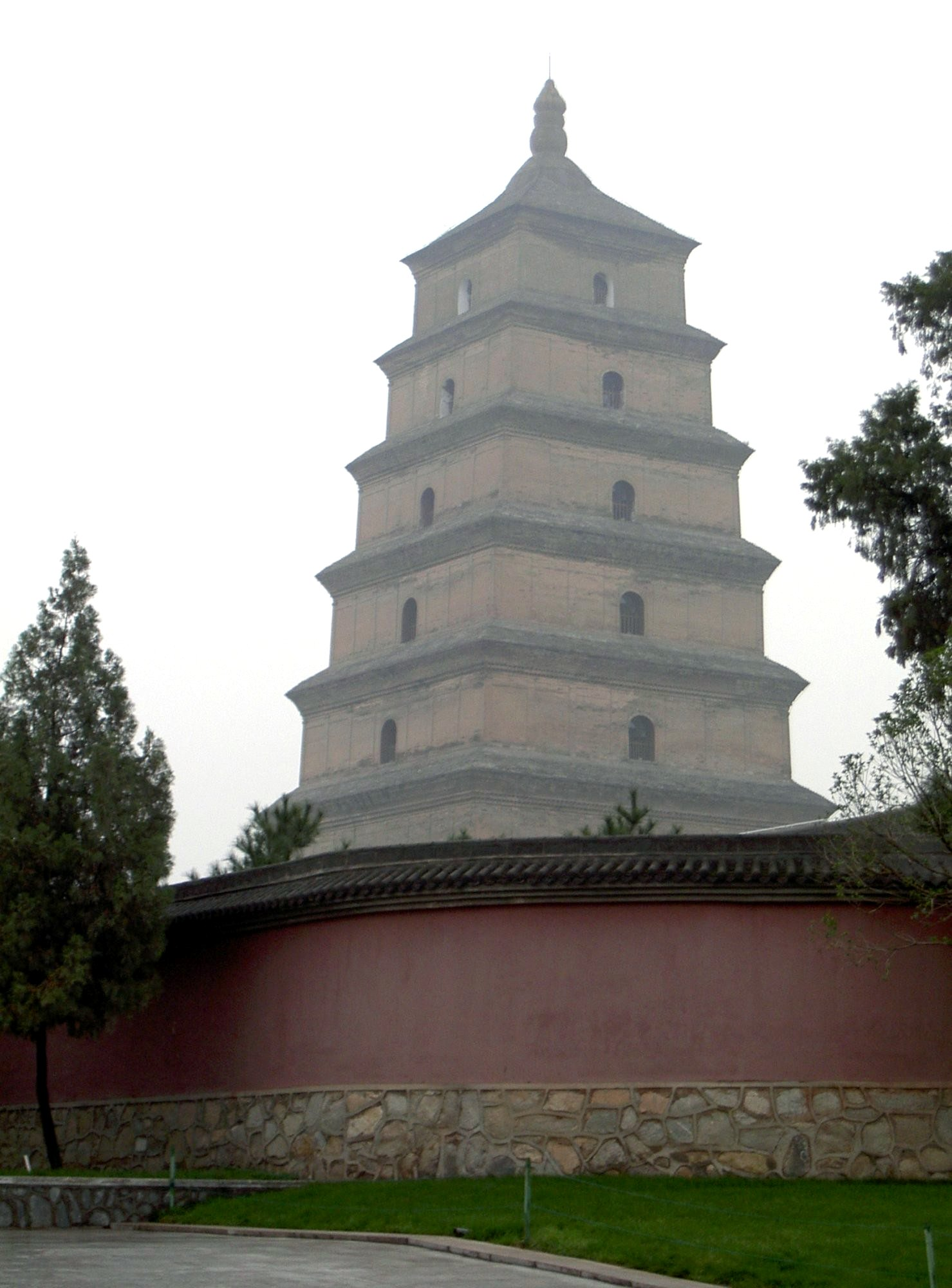
«Велика пагода диких гусей», 652 р.

Характерними для китайської архітектури є пагоди — храми у вигляді високих багатоповерхових бапіт круглої або багатогранної форми. Найкрасивішою пагодою епохи Тан вважається «Велика пагода диких гусей», колишня частина монастирського комплексу Цзуеньсі, який розташовувався в столиці. Вона складається з семи поверхів, які поступово зменшуються, із розділеними виступаючими карнизами і увінчана чотирьохскатним дахом зі шпилем.
Побудовано меморіальні споруди в комплексі поховань імператорів династії Мін біля Пекіна. Будівництво велось на науковому рівні, було видано спеціальні закони й трактати «Правила й методи будівництва».

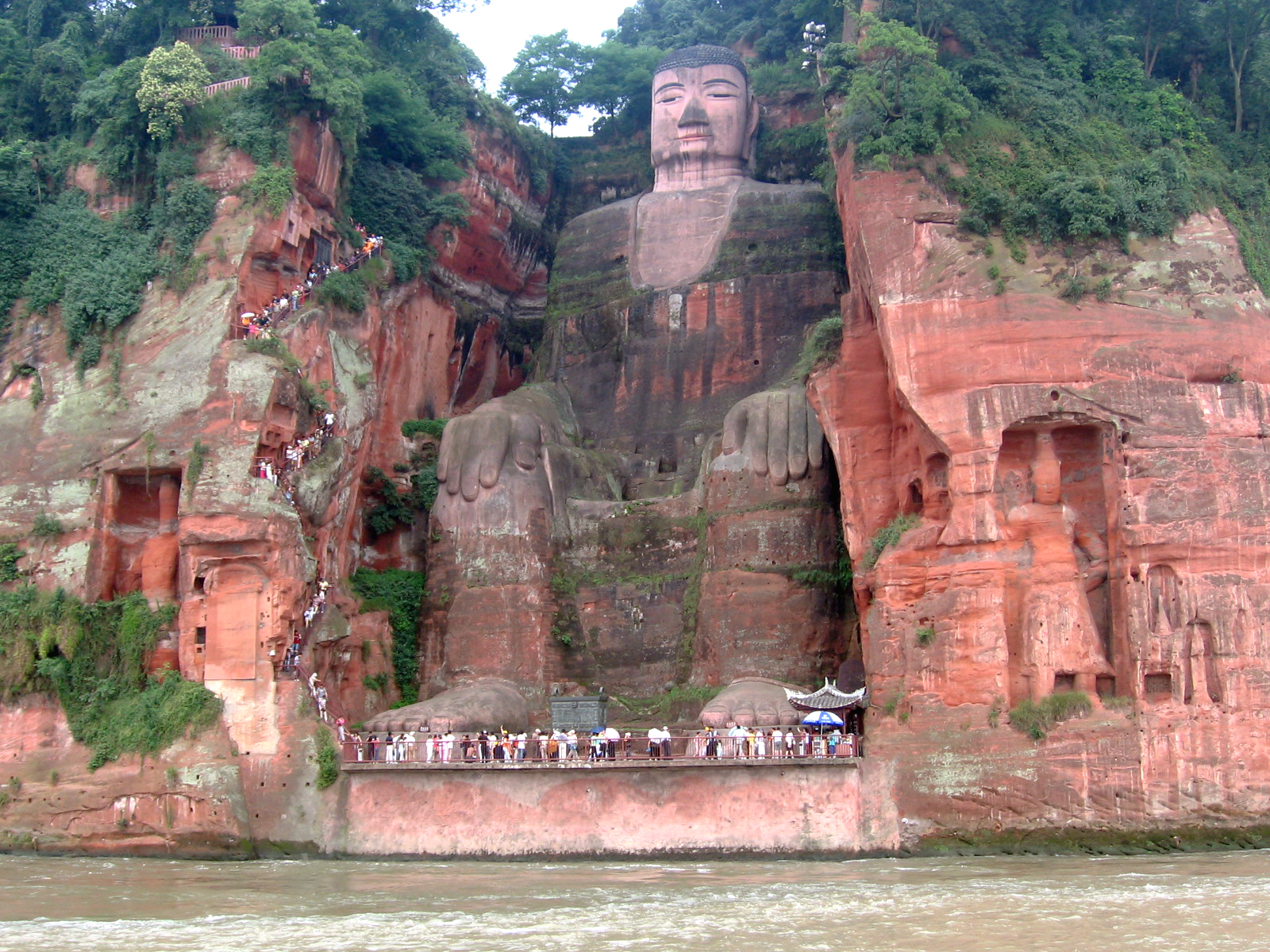
Гігантський Будда Лешань, 71 м у висоту, (713—803)

### Скульптура

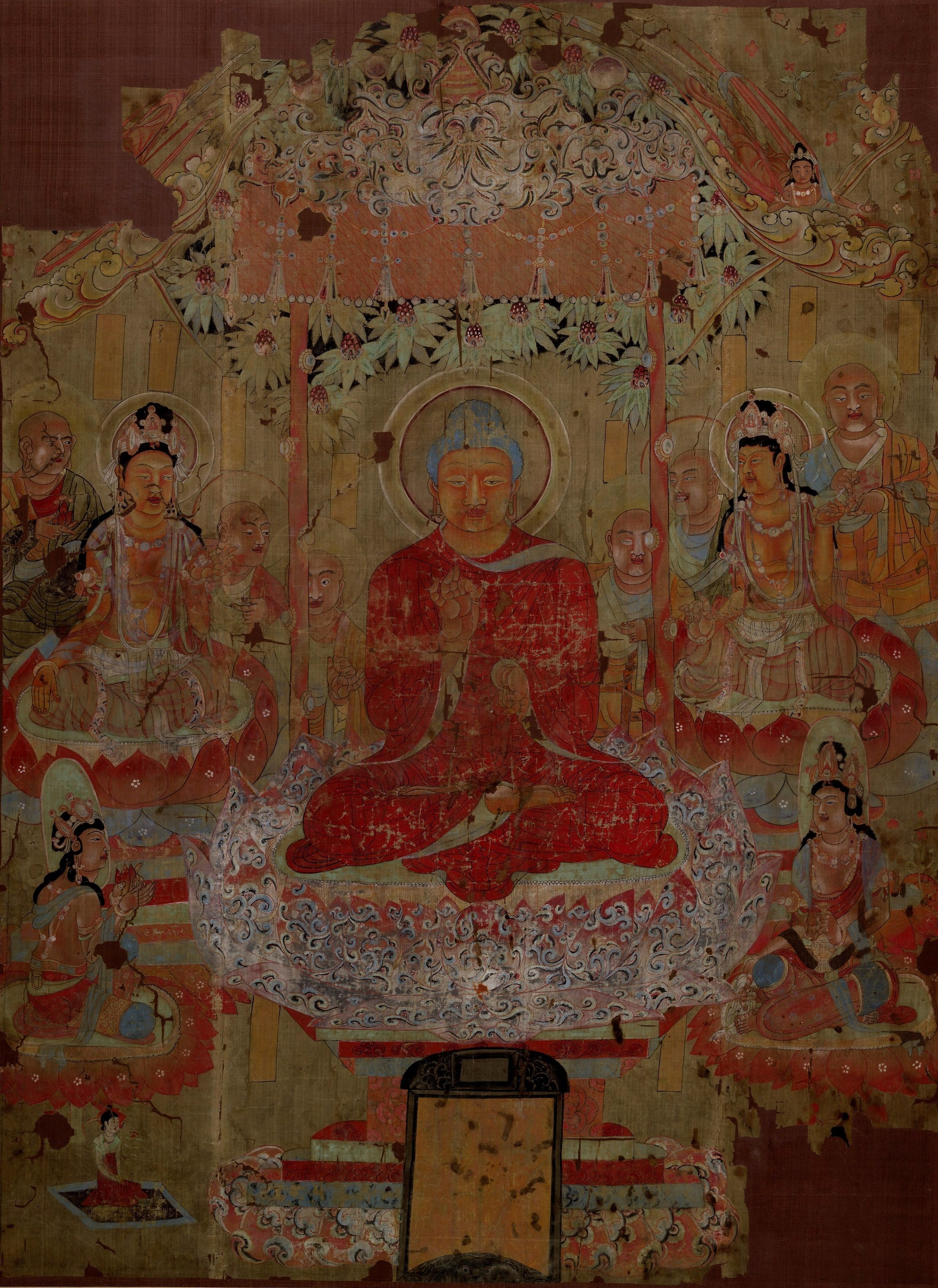
«Рай Амітабхи». Шовковий сувій з Дуньхуана

Скульптура в Китаї розвивалася під впливом буддизму і мала релігійний характер. Широкого поширення набула культова скульптура з дерева, бронзи, чавуну, в яких художники передавали рух, прагнули розкрити внутрішній світ.
У монастирі Лунь-мень були вирубані нові зображення, в тому числі Будди Вайрочана («Будда Космічного світла») заввишки 17 м зі своїм небесним оточенням. Від Вайрочани збереглася тільки верхня частина. У нього повне обличчя з приємними м'якими рисами, довгасті очі і напівкруглі брови. На шиї злегка позначена складка. Довгі мочки вух, знак святості, майже досягають плечей. Навколо голови вирізаний покритий узорами ореол, що позначає світло, що виходить від Будди.
Скульптори виготовляли статуетки, зокрема у похованнях знатних людей археологи знаходять статуетки слуг, які нібито будуть у потойбічному житті. На «Дорозі духів» — комплексному похованні імператорів династії Мін біля Пекіна — встановлено 24 фігури тварин і 12 фігур воїнів, що становлять варту спокою померлих, тут розміщено 13 поховань і для кожного з них збудовано підземні палаци, гробниці, храми.

### Мистецтво
Китайське мистецтво епохи Тан можна назвати золотою сторінкою раннього Середньовіччя. У Х столітті при імператорському дворі була відкрита Академія мистецтв. (Для порівняння, в Росії Академія мистецтв з'явилася лише в XVIII столітті). У столиці часто влаштовували виставки картин найкращих художників, характерною рисою яких був реалізм. Живопис шанується як найважливіший із мистецтв. На той час в китайському живописі вже існував поділ на жанри. Картини художників сповнені захватом красою природи, охоплюють багато явищ життя і близькі до поезії. Від художників вимагалося безпосереднє вивчення натури і її точне відтворення. Отримати посаду чиновника міг тільки той, хто добре розбирався в мистецтві і здав спеціальні іспити на чин.
Живопис використовувалася для розпису палаців і храмів, створення мініатюрних композицій на віялах та супроводу літературних творів на сувоях. Сувої були своєрідною мальовничою книгою, де художник часто розміщував безліч вражень і деталей, мали різну форму, однак витягнута форма більше підходила для пейзажу. Така форма допомагала створювати відчуття простору, стверджувала єдність і міць природи. При роботі над такими сувоями від художника вимагалося велике вміння і майстерність. Іноді сувої були горизонтальної форми.
Особливою популярністю користувалися картини на шовку, які створювалися придворними художниками. Такі картини зберігалися у футлярах. Їх сюжетами часто ставали красуні на прогулянці або вчені за бесідою. Іноді це були портрети або композиції на теми буддійських писань. Кожний зображений предмет наділявся символічним змістом: пара качок означала вірне кохання, бамбук — благородство, сосна — довголіття тощо.

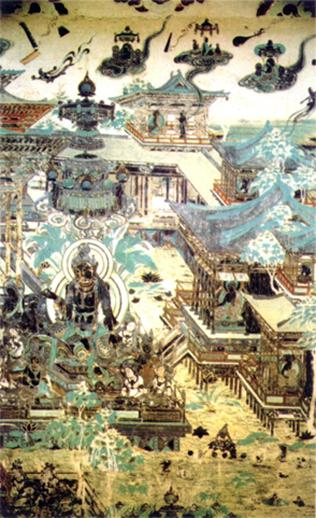
Печера Тисяча Будда

Буддійські храми оздоблювали фресками, зокрема храм «Печери тисячі Будд», який складався майже з 500 печер, прикрашали фрески завдовжки до 25 км. Відомим майстром з розпису буддистських храмів був Юйчи Ісен, творчість якого вплинулого на наступні покоління художників, зокрема У Дао-цзі.
Поширювався і розпис порцеляни, з якого виготовляли вази, прикрашені рельєфними зображеннями квітів та міфічних персонажів.
Найбільшими художниками цього періоду, які писали, зокрема, і картини на шовку, були майстер портрета У Дао-цзі, відомий художник — анімаліст Хань Гань, який особливо прославився зображенням коней і Ян Лібень, що працював в жанрі «жень у» («люди і предмети», жанр, відповідний побутовому, згідно з сучасною класифікацією). До нашого часу дійшло лише невелика кількість їхніх картин.
При імператорі Тай-цзуні Янь Лібень був призначений на посаду заступника начальника відомства покарань. Проте основним його заняттями були різні мистецькі проєкти і живопис. 626 року майбутній імператор Тай-цзун замовив йому портрети вісімнадцяти знаменитих учених. Ця робота (настінний розпис) в ті часи мала широку славу, а напис, що супроводжував портрети, виявляв бажання Тай-цзуна виправдати свою поведінку стосовно братів і батька у боротьбі за владу і отримати загальнонародне визнання.
Відомий сувій Ян Лібеня «Володарі різних династій». Його можна назвати груповим портретом, оскільки він присвячений тринадцяти імператорам, який правили в Китаї від періоду Хань до періоду Тан. Фігури імператорів повні урочистої величі і нерухомості, особи змальовані згідно з середньовічними канонами. Крім імператорів на сувої зображені і придворні, які навпаки сповнені руху, живі і навіть іноді лукаві.
Чжан Сюань кит.: 張萱 працював у 714—742 роках. Відомими його картинами є «Весняна прогулянка пані Хуго», на якій зображено кінний виїзд молодшої сестри головної танської «фатальної жінки» Ян Гуйфей.
Цікавий сувій «Приготування шовку», на якому зображений інший аспект життя імператорського гарему — церемонія приготування шовку.
Сторіччям пізніше Ян Лібеня жив інший художник — Чжоу Фан. Свої сюжети він брав не з легенд та історичних хронік, а з сучасного йому життя. Він писав портрети знатних жінок, прагнучи більше досягти подібності, а не відповідності канонам. Його портрети були повнокровні, а зображення одягу, зачісок, обстановки містили безліч деталей. Відомий його сувій «Ян Гуйфей після купання», де знаменита красуня зображена в одному з павільйонів палацу в оточенні слуг.
Але особливо поетичними були картини трьох найбільших пейзажистів: Лі Сисюня, Лі Чжаодао і Ван Вей, які створили цілу галерею пейзажів танської епохи. Всі вони були вельможами при дворі. Ван Вей, який був ще і поетом, відмовився від блискучої кар'єри вельможі, багатого і спокійного життя при дворі і усамітнився на лоні природи, щоб писати картини і вдаватися до роздумів.
На картинах вони зображували природу, палаци, людей, використовуючи насичені кольори. Згодом Ван Вей відмовився від багатобарвної палітри, а писав тільки чорною тушшю з розливами, створюючи тональну єдність і враження цілісності світу. Найвідомішою його картиною є картина «Після снігопаду», де він зображує таємничий і поетичний образ природи з засніженими далями, застиглою туманною гладдю води, чорними деревами і навіть відчутним відчуттям тиші. Вірші Ван Вея були пройняті тим же споглядальним настроєм, що і картини.
У трактаті «Таємниці живопису», він описує шлях до відтворення краси світобудови:
|  | «Далекі фігури - все без ротів, далекі дерева - без гілок, далекі вершини - без каменів. Вони, як брови, тонкі, неясні. Далекі течії - без хвилі. Вони в висотах з хмарами рівні. Таке в цьому одкровення!» Манера Ван Вея була підхоплена і розвинена цілою плеядою живописців сунської епохи. |

Сучасником Ван Вея був Чжен Цянь (685—764), проякого імператор Сюань-цзун казав «Чжен Цянь досяг великої межі у трьох», маючи на увазі поезію, живопис і каліграфію. За основу пейсажних сюжетів Чжен Цянь брав власні вірші.
В області пейзажу помітними майстрами були Лі Сисюнь (651 — 716) і його син Лі Чжаодао (670 — 730), що працювали при імператорському дворі. Наталія Виноградова пише:
|  | «Картини Лі Сисюня і Лі Чжаодао яскраві й насичені фарбами. Густо - сині та зелені гори обведені золотим контуром, білі хмари перерізають гострі, як списи, вершини скель, червоні будови або мости яскравими плямами доповнюють загальне радісне звучання колориту. Пейзажі цих двох живописців відрізняються величезною внутрішньою життєствердною силою і вражають майже ювелірної коштовністю фактури та оздоблення деталей». |

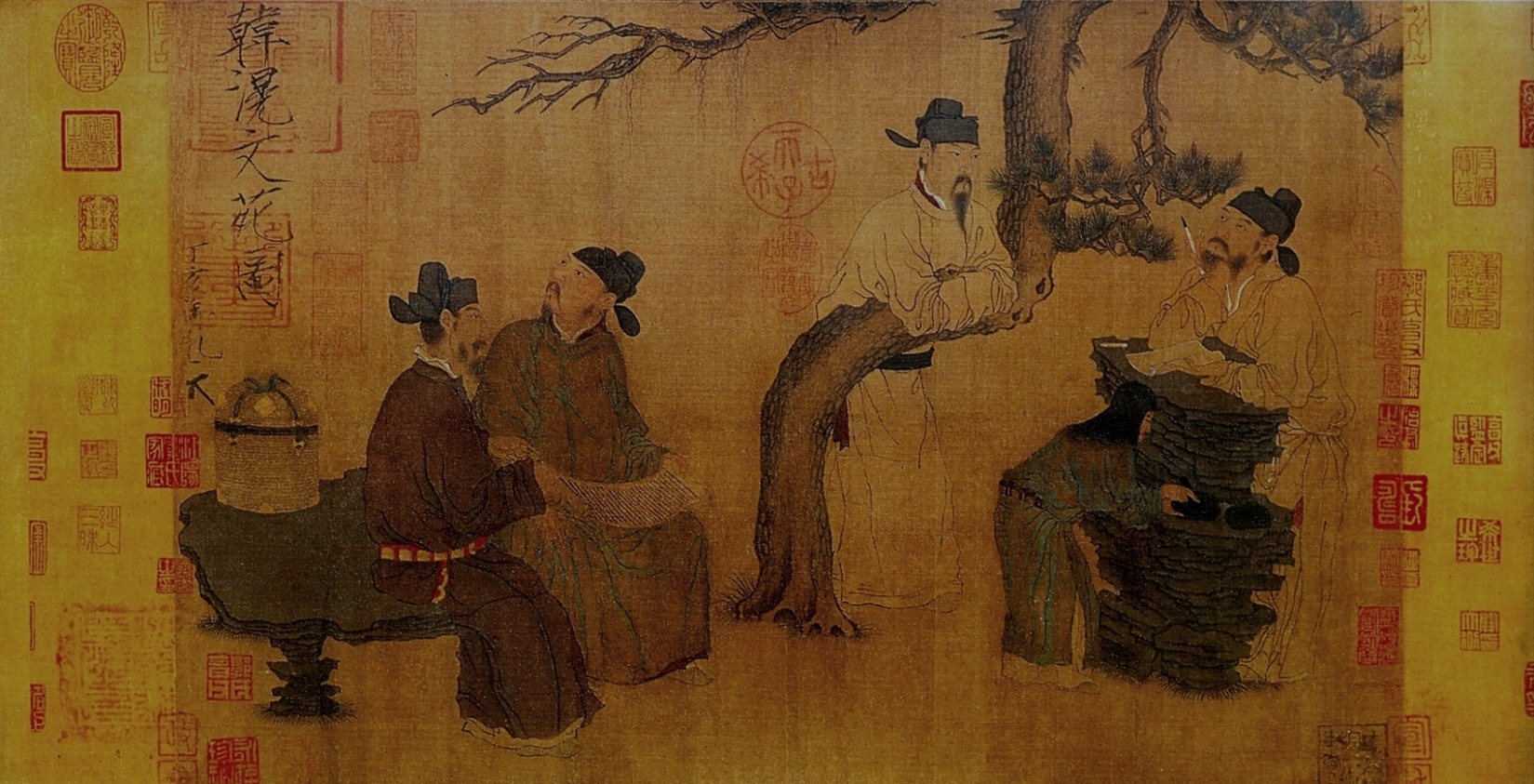
Хань Хуан. Сад Вчених. Гугун, Пекін

У цьому стилі виконаний краєвид Лі Чжаодао «Подорож імператора Мінхуана в Шу»
Найбільш відомими художниками пізнього періоду існування імперії Тан були Чжоу Фан (VIII—IX ст.), Сюй Сі (поч. Х століття). За життя військовий губернатор Чжоу Фан був прославлений розписами храмів. Найкращою серед його релігійних картин вважалося зображення бодхисаттви Авалокітешвари, який милувався відображенням місяця у воді. На замовлення двору він створив ряд картин придворного побуту. На них витончені придворні красуні з високими зачісками милуються квітами, гуляють, грають у шашки. Одного разу він змагався з художником Хань Ганем в написанні портрета канцлера Чжао Цзуна. Дружина останнього віддала пальму першості Чжоу Фану тому, що він зумів передати не тільки схожість портрета з її чоловіком, але і його характер. Втім, якщо Хань Гань і програв своєму суперникові в жанрі портрета, він незмінно перевершував всіх сучасників у зображенні коней, яких малював з натури. Сюй Сі і Хуан Цюань були родоначальниками жанру «квіти — птиці». Одним з його витоків є буддизм чань, який стверджував, що Будда пронизує весь світ, отже, він може відкритися навіть через мале — одна квітка, одну птицю.
Великий китайський художник У Даоцзи також жив в епоху династії Тан (VII століття). Його називають «божественним художником» і «корифеєм живопису». З історичних записів відомо, що він написав більше ста картин, в основі яких переважно лежать буддійські та даоські сюжети.
У Даоцзи намалював у палацовому залі п'ять драконів. Здавалося, що їх лускаті тіла ширяють у повітрі. Перед настанням дощової погоди, вони ставали вологими, і від них виходив туман. Про смерть художника існує легенда. Одного разу імператор Сюань Цзунь закликав У Даоцзи до палацу і велів йому розписати пейзажами одну з палацових стін. Художник розвів в тазику туш і виплеснув її на стіну, після чого накрив стіну великим шматком тканини. Через деякий час він зняв тканину і запросив імператора подивитися. Імператор завмер в здивуванні, — на стіні були дуже майстерно зображені гори і річки, трави і дерева, люди і птахи. Потім У Даодзи показав імператору на намальовану гору і сказав: «Тут в горі є печера, там живе Святий. Якщо злегка постукати по дверях печери, то можна почути всередині луну». Сказавши це, він легенько стукнув пальцем по маленькій намальованою двері печери.
І раптом двері відчинилися. У Даоцзи увійшов в неї і запросив увійти імператора. Але імператору зробити це не вдалося. У той же момент двері зачинилися і відтоді художника більше ніхто не бачив.
Одна з найвідоміших картин У Даоцзи називається «87 Святих». Вона виконана на шовковому сувої завширшки 30 см і завдовжки 292 см у вигляді контурного малюнка.

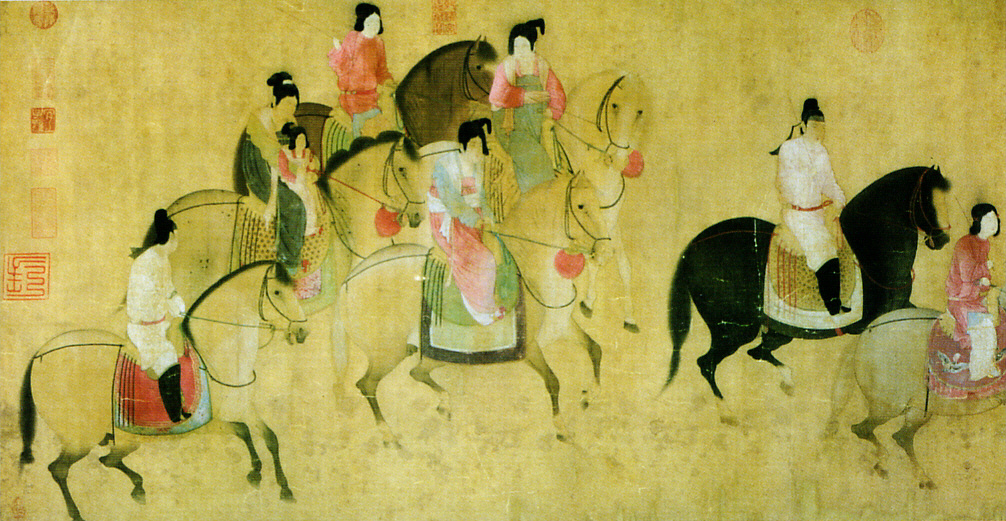
«Весна. Виїзні суду Тан» (Чжан Сюань (713-755))
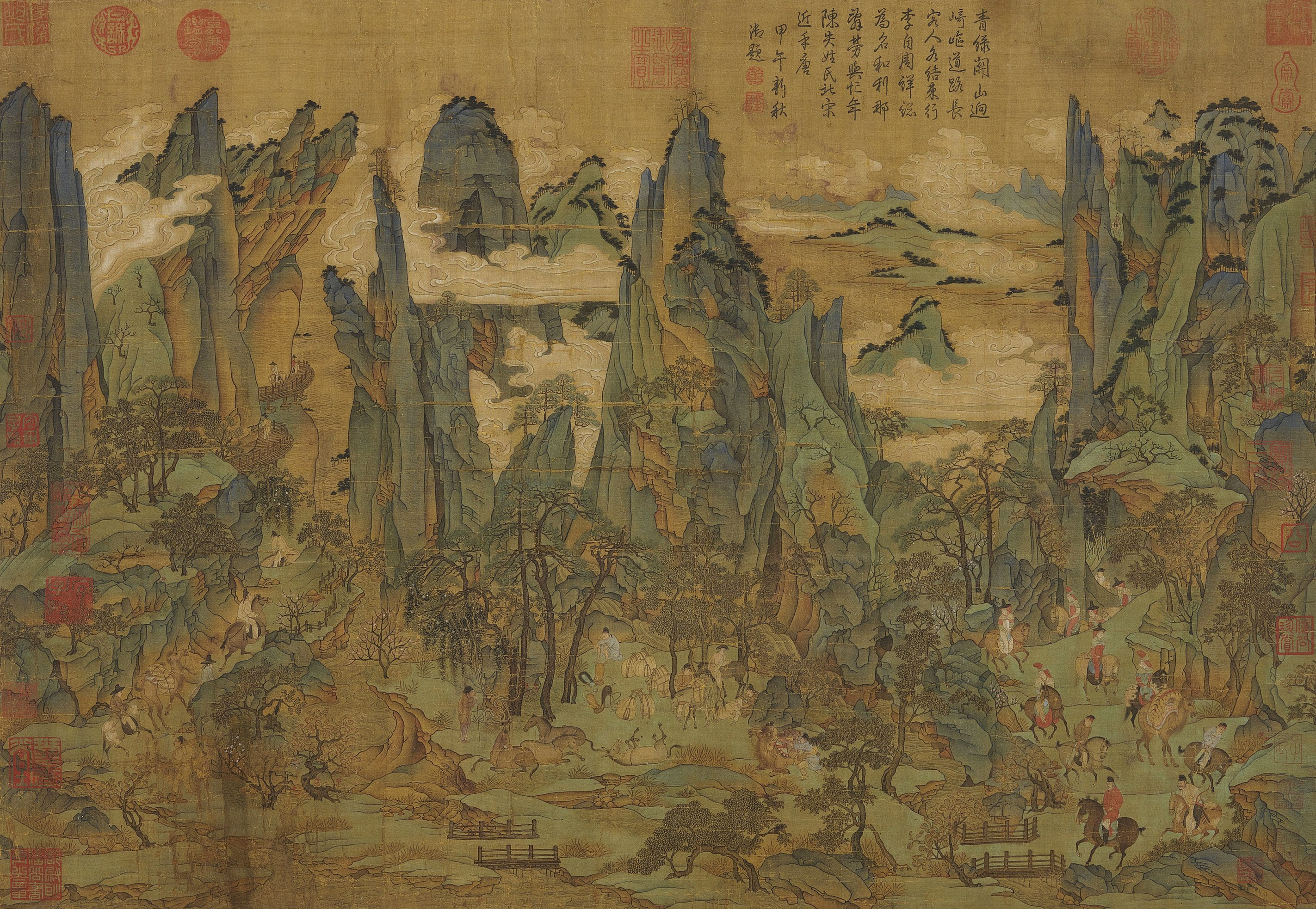
Лі Чжаодао «Подорож Мінхуана в Шу». Сунськая копія, створеної бл. 800 р.
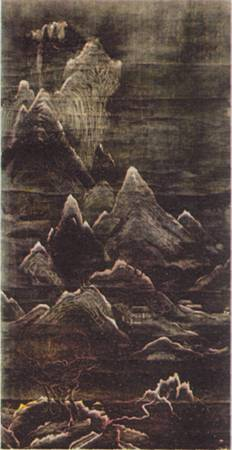
Ван Вей «Гори під снігом»
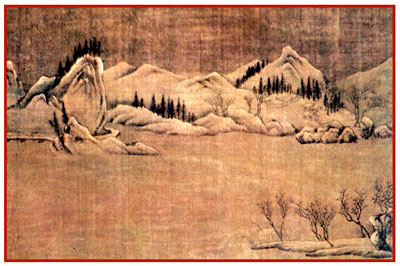
Ван Вей «Після снігопаду»
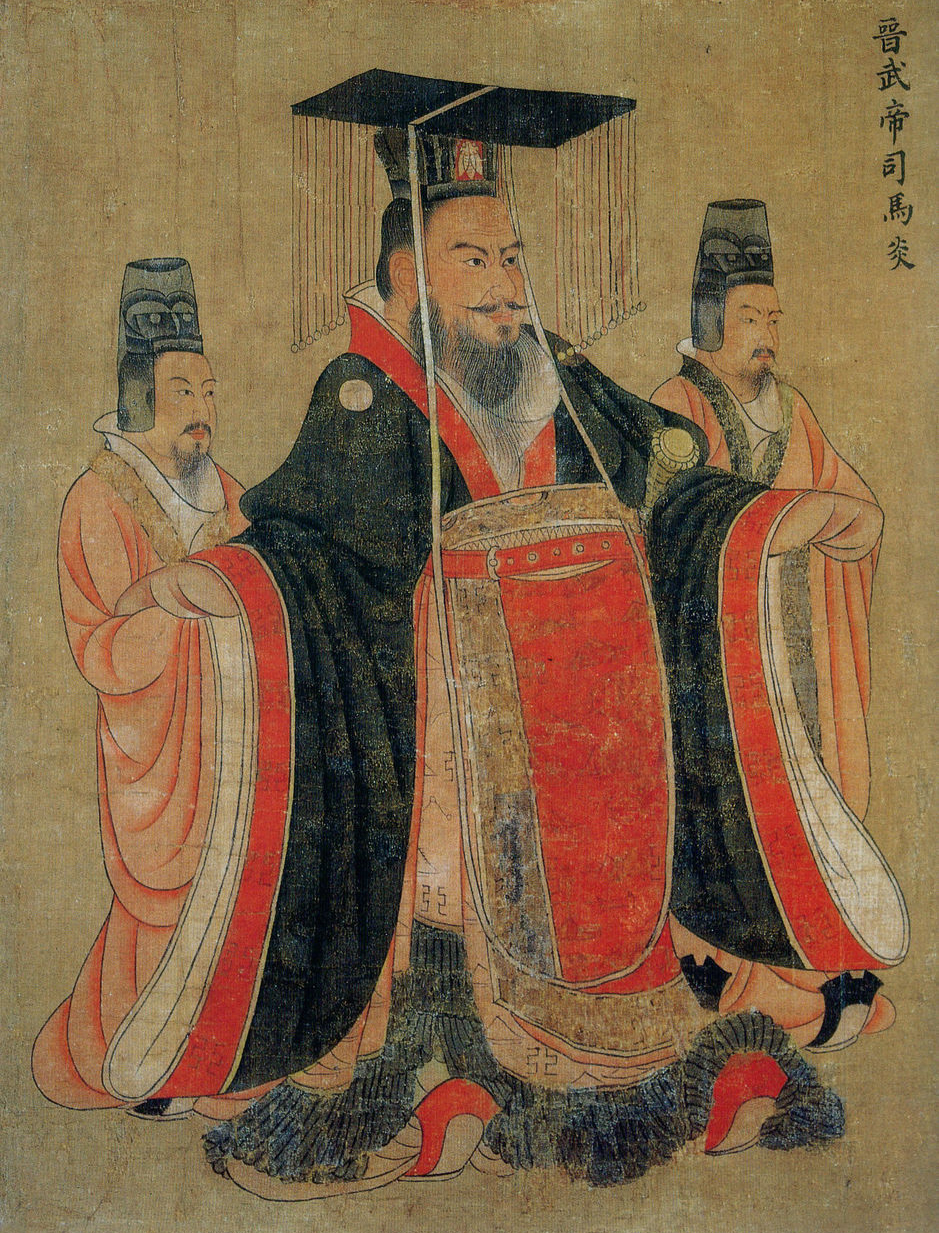
Янь Лібень «13 імператорів» (фрагмент)
Подорожні у весняних горах. Гугун, Тайбей.
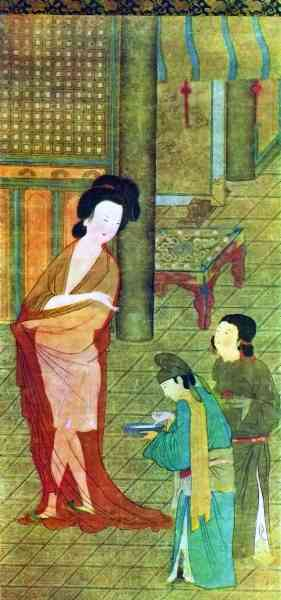
Чжоу Фан «Ян Гуйфей після купання»
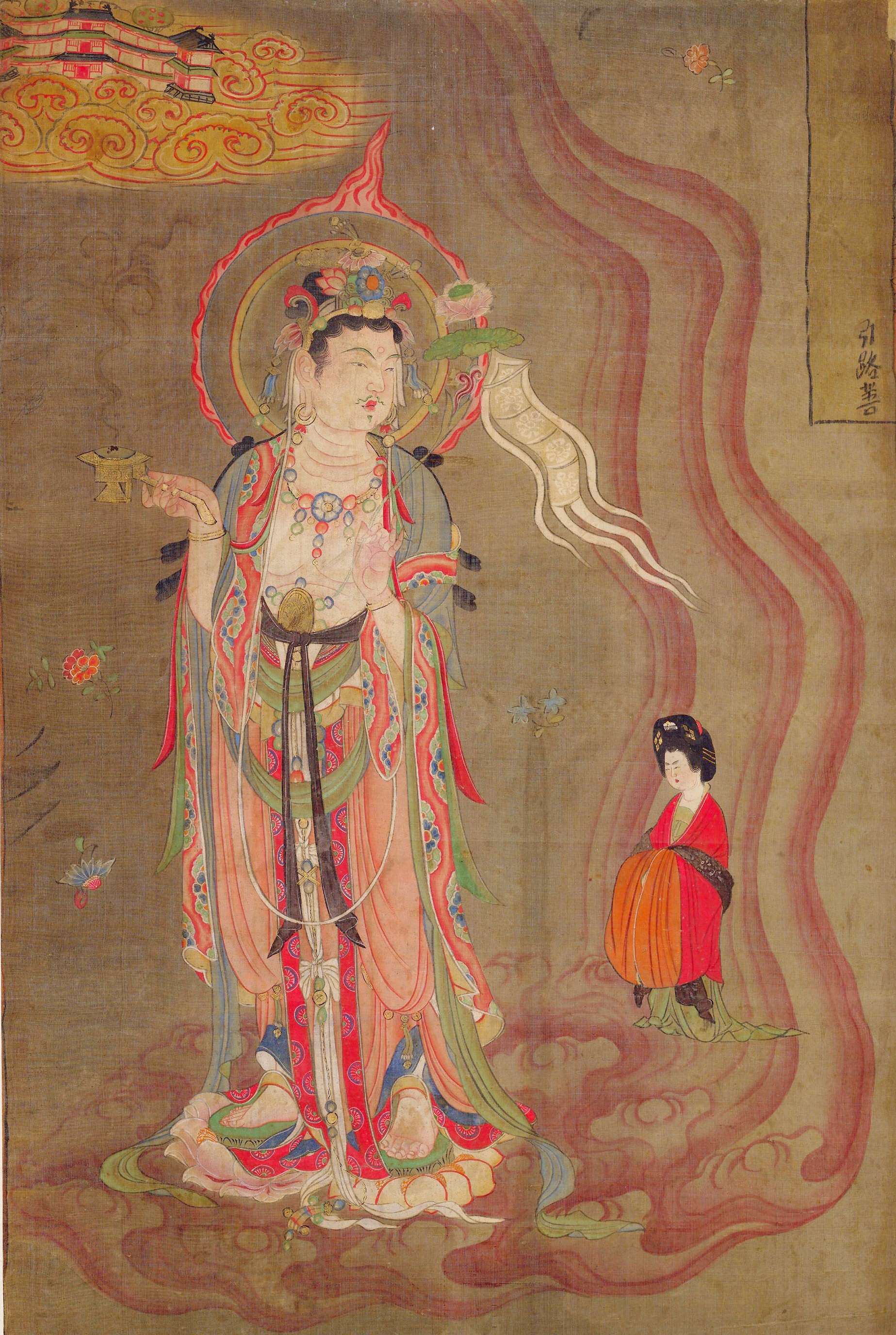
Дунь Хуан «Провідний шлях Будди» 900 р.
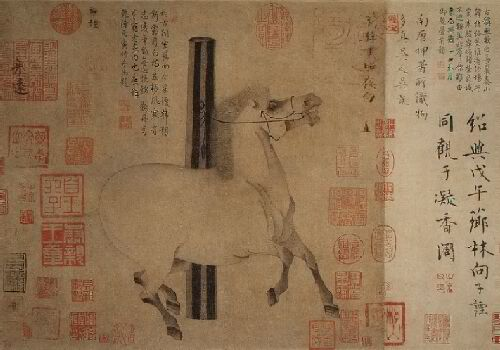
Хань Гань. Анімалістичний жанр (618-907)
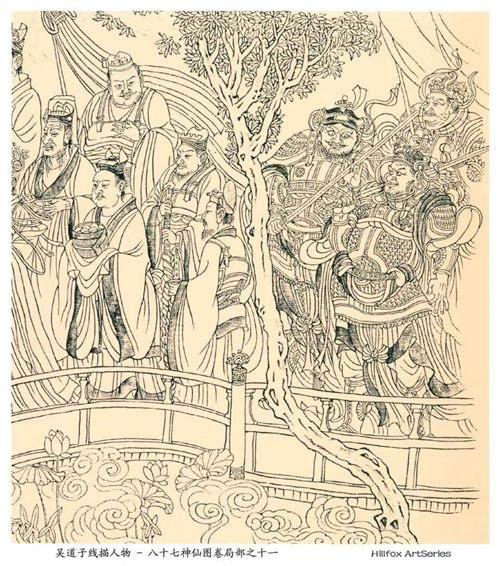
У Даодзи 87 святих

### Чайна культура
Під владою династії Тан почало формуватися китайське мистецтво чаювання. Економічне, соціальне та культурне процвітання країни, а також жваві зв'язки із зарубіжними країнами в цей час створили ґрунт для поширення чайної церемонії.
В цей період часу чай вирощували в сорока двох префектурах країни, і традиції чаювання проникли в повсякденне життя представників всіх верств суспільства. Імператори Пізньої Тан, які особливо любили чай, наказували, щоб усі чайні регіони надсилали до палацу листя найбільш ранніх і добрих сортів чаю. Щорічно 5 квітня в палаці проходив бенкет, присвячений святу Цінмін, під час якого поминали померлих. Це свято також мав іншу назву — свято рослин. Деякі чиновники навіть отримували підвищення по службі після того, як приносили в дар імператору чай. Щоб завоювати любов імператора, наложниці сушили голову над тим, як удосконалити способи приготування чаю і скоро це переросло в них у гру, що отримала назву «Чайне змагання». Беручи приклад з імператора, принци і міністри також пишалися своєю пристрастю до чаю. Лі Дею, великий радник, навіть використовував найчистішу весняну воду з джерел, що розташовані на відстані тисяч лі від столиці, щоб приготувати собі чашку чаю. Гостей також зазвичай пригощали чаєм і вважалося вкрай не ввічливим не зробити цього. Спочатку чаювання пропагувалося тільки освіченими людьми. У міру того як популярність чаю зростала серед простих людей, скрізь стали з'являтися чайні магазини, причому навіть у провінціях центральної рівнини, таких, як Шаньдун, Хунань і Шаньсі, де виробництво чаю знаходилося на порівняно низькому рівні. Саме в епоху Тан стало далі розвиватися мистецтво вирощування чаю і чаювання, яке було схоже на віршовані рими і змушувало питущого чай роздумувати над філософією життя. Першою людиною, яка удосконалила мистецтво чаювання і фактично створила чайну церемонію був Лу Юй, який отримав в історії ім'я бога чаю.
На основі детальних обговорень зі своїми друзями мистецтва приготування і вживання чаю і свого власного вивчення теорії культури чаю Лу Юй написав трактат «Канон чаю» («Ча цзин») — перше у світі дослідження властивостей чаю і культури його вживання.

## Правителі
| Династія Тан (618–690, 705–907)                                    | Династія Тан (618–690, 705–907)             | Династія Тан (618–690, 705–907) | Династія Тан (618–690, 705–907) |
| Храмове ім'я                                                       | Особисте ім'я                               | Роки правління                  | Девіз правління і роки |
| ------------------------------------------------------------------ | ------------------------------------------- | ------------------------------- | --- |
| Династія Тан (618–690)                                             |                                             |                                 | |
| Гао-цзу 高祖 Gāozǔ                                                 | Лі Юань 李淵 Lǐ Yuān                        | 618–626                         | - Уде (武德 Wǔdé) 618–626 |
| Тай-цзун 太宗 Tàizōng                                              | Лі Шимінь 李世民 Lǐ Shìmín                  | 627–649                         | - Чженьгуань (貞觀 Zhēnguān) 627–649 |
| Гао-цзун 高宗 Gāozōng                                              | Лі Чжи 李治 Lǐ Zhì                          | 650–683                         | - Юнхуей (永徽 Yǒnghūi) 650–655 - Сяньцін (顯慶 Xiǎnqìng) 656–661 - Луншо (龍朔 Lóngshuò) 661–663 - Ліньде (麟德 Líndé) 664–665 - Цяньфен (乾封 Qiánfēng) 666—668 - Цзунчжан (總章 Zǒngzhāng) 668–670 - Сяньхен (咸亨 Xiánhēng) 670–674 - Шан-юань (上元 Shàngyuán) 674–676 - Іфен (儀鳳 Yífèng) 676–679 - Тяолу (調露 Tiáolù) 679–680 - Юнлун (永隆 Yǒnglóng) 680–681 - Кайяо (開耀 Kāiyào) 681–682 - Юнчунь (永淳 Yǒngchún) 682–683 - Хундао (弘道 Hóngdào) 683 |
| Чжун-цзун 中宗 Zhōngzōng                                           | Лі Сянь 李顯 Lǐ Xiǎn або Лі Чже 李哲 Lǐ Zhé | 684 і (705–710)                 | - Сішен (嗣聖 Sìshèng) 684 |
| Жуй-цзун 睿宗 Rùizōng                                              | Лі Дань 李旦 Lǐ Dàn                         | 684–690 і (710–712)             | - Веньмін (文明 Wénmíng) 684 - Гуанчжай (光宅 Guāngzhái) 684 - Чуйгун (垂拱 Chúigǒng) 685–688 - Юнчан (永昌 Yǒngchāng) 689 - Цзайчу (載初 Zàichū) 690 |
| Династія Чжоу (690–705)                                            |                                             |                                 | |
| Історично найвживаніша форма родинне ім'я + посмертне ім'я         |                                             |                                 | |
| У Цзетянь 武則天 Wǔ Zétiān (не є офіційним храмовим іменем)        | У Хоу 聖神 Shèng Shén                       | 690–705                         | - Тяньшоу (天授 Tiānshòu) 690–692 - Жуї (如意 Rúyì) 692 - Чаншоу (長壽 Chángshòu) 692–694 - Яньцзай (延載 Yánzài) 694 - Чженшен (證聖 Zhèngshèng) 695 - Тяньцеваньсуй (天冊萬歲 Tiāncèwànsùi) 695–696 - Ваньсуйденфен (萬歲登封 Wànsùidēngfēng) 696 - Ваньсуйтунтян (萬歲通天 Wànsùitōngtiān) 696–697 - Шеньгун (神功 Shéngōng) 697 - Шенлі (聖曆 Shènglì) 698–700 - Цзюши (久視 Jiǔshì) 700 - Дацзюй (大足 Dàjú) 701 - Чан-ань (長安 Cháng'ān) 701–705           |
| Продовження династії Тан (705–907)                                 |                                             |                                 | |
| Чжун-цзун (中宗) (друге правління)                                 | Лі Сянь (李顯) або Лі Чже (李哲)            | (і 684) 705—710                 | - Шеньлун (神龍Shénlóng) 705–707 - Цзинлун (景龍Jǐnglóng) 707–710 |
| посмертне ім'я Шао-ді 殤帝 Shàodì                                  | Лі Чунмао 李重茂 Lǐ Chóngmào                | 710                             | - Тайлун (唐隆 Tánglóng) 710 |
| Жуй-цзун 睿宗 Rùizōng                                              | Лі Дань 李旦 Lǐ Dàn                         | (і 684–690), 710—712            | - Цзін-юнь (景雲Jǐngyún) 710–711 - Тайцзи (太極Tàijí) 712 - Яньхе (延和Yánhé) 712 |
| Сюань-цзун 玄宗 Xuánzōng                                           | Лі Лунцзи 李隆基 Lǐ Lóngjī                  | 712–756                         | - Сяньтянь (先天 Xiāntiān) 712–713 - Кайюань (開元 Kāiyuán) 713–741 - Тяньбао (天寶 Tiānbǎo) 742–756 |
| Су-цзун 肅宗 Sùzōng                                                | Лі Хен 李亨 Lǐ Hēng                         | 756–762                         | - Чжиде (至德 Zhìdé) 756–758 - Цяньюань (乾元 Qiányuán) 758–760 - Шан-юань (上元 Shàngyuán) 760–761 |
| Дай-цзун 代宗 Dàizōng                                              | Лі Ю 李豫 Lǐ Yù                             | 762–779                         | - Баоїн (寶應 Bǎoyìng) 762–763 - Гуанде (廣德 Guǎngdé) 763–764 - Юнтай (永泰 Yǒngtài) 765–766 - Далі (大曆 Dàlì) 766–779 |
| Де-цзун 德宗 Dézōng                                                | Лі Ко 李适 Lǐ Guā                           | 780–805                         | - Цзяньчжун (建中 Jiànzhōng) 780–783 - Сін-юань (興元 Xīngyuán) 784 - Чженьюань (貞元 Zhēnyuán) 785–805 |
| Шунь-цзун 順宗 Shùnzōng                                            | Лі Сун 李誦 Lǐ Sòng                         | 805                             | - Юнчжень (永貞 Yǒngzhēn) 805 |
| Сянь-цзун 憲宗 Xiànzōng                                            | Лі Чунь 李純 Lǐ Chún                        | 806–820                         | - Юаньхе (元和 Yuánhé) 806–820 |
| Му-цзун 穆宗 Mùzōng                                                | Лі Хен 李恆 Lǐ Héng                         | 821–824                         | - Чанцін (長慶 Chángqìng) 821–824 |
| Цзін-цзун 敬宗 Jìngzōng                                            | Лі Чжань 李湛 Lǐ Zhàn                       | 824–826                         | - Баолі (寶曆 Bǎolì) 824–826 |
| Вень-цзун 文宗 Wénzōng                                             | Лі Ан 李昂 Lǐ Áng                           | 826–840                         | - Баолі (寶曆 Bǎolì) 826 - Дахе (大和 Dàhé) або Тайхе (Tàihé 太和) 827–835 - Кайчен (開成 Kāichéng) 836–840 |
| У-цзун 武宗 Wǔzōng                                                 | Лі Янь 李炎 Lǐ Yán                          | 840–846                         | - Хуейчан (會昌 Hùichāng) 841–846 |
| Сюань-цзун 宣宗 Xuānzōng                                           | Лі Чэнь 李忱 Lǐ Chén                        | 846–859                         | - Дачун (大中 Dàchōng) 847–859 |
| І-цзун 懿宗 Yìzōng                                                 | Лі Цуй 李漼 Lǐ Cǔi                          | 859–873                         | - Дачун (大中 Dàchōng) 859 - Сяньтун (咸通 Xiántōng) 860–873 |
| Сі-цзун 僖宗 Xīzōng                                                | Лі Сюань 李儇 Lǐ Xuān                       | 873–888                         | - Сяньтун (咸通 Xiántōng) 873–874 - Цяньфу (乾符 Qiánfú) 874–879 - Гуанмин (廣明 Guǎngmíng) 880–881 - Чжунхе (中和 Zhōnghé) 881–885 - Гуанци (光啟 Guāngqǐ) 885–888 - Веньде (文德 Wéndé) 888 |
| Чжао-цзун 昭宗 Zhāozōng                                            | Лі Е 李曄 Lǐ Yè                             | 888–904                         | - Лунцзи (龍紀 Lóngjì) 889 - Дашунь (大順 Dàshùn) 890–891 - Цзинфу (景福 Jǐngfú) 892–893 - Цяньнин (乾寧 Qiánníng) 894–898 - Гуанхуа (光化 Guānghuà) 898–901 - Тяньфу (天復 Tiānfù) 901–904 - Тянью (天佑 Tiānyòu) 904 |
| посмертне ім'я Ай-ді 哀帝 Āidì або Чжао Сюань-ді 昭宣帝 Zhāoxuāndì | Лі Чжу 李柷 Lǐ Zhù                          | 904–907                         | - Тянью (天佑 Tiānyòu) 904–907 |